# 西关

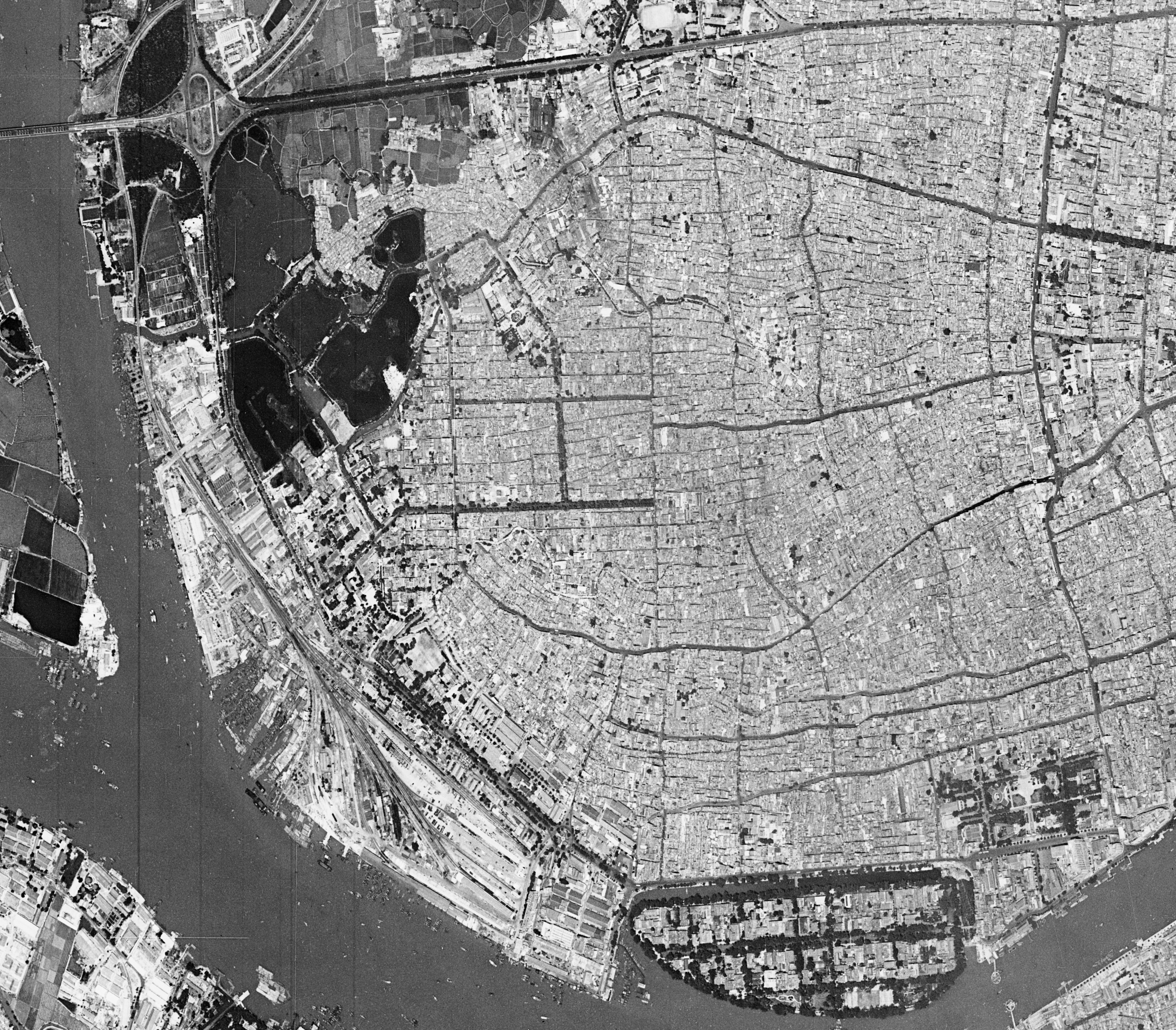
广州西关地区卫星图（1966年）

西關是广东省广州市的一個傳統區域，可視之等同於荔灣區，範圍大致為：北到西村，東至人民路，西、南瀕珠江邊，是明、清時期對廣州城西門外一帶的統稱，該名沿用至今。

## 名稱
舊時省城東南西北四面的城門分別叫做東關、南關、西關（北面有山故無北關）。關，門閂也。西關，即明、清時期老廣州城太平門城關以西的一帶。
「西關」的英文原按譯作，亦有人譯作、或，現有人譯作。一般情況下按當局的官方要求按漢語拼音譯作。

## 定義

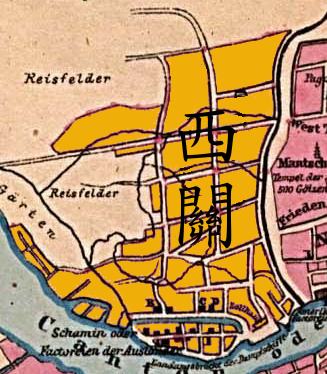
1878年西關地圖。西關在省城西城牆以外，南邊有島叫做沙面，西面和南面均靠珠江。

2005年當局在進行行政區劃調整前的原荔灣區大致由三部分組成：西關、荔枝灣、西村。西關在省城西城牆以外。這三處在民國十年（1921年）以前屬南海縣管轄。 
西關的範圍大約是西城牆太平門（今人民路）外，南至珠江邊的西河口，北邊則至第一津附近，東至人民路，西、南瀕珠江邊（南部為沙面島）。出第一津到太平門等地方為上西關；由光復中路以西至黃沙、華貴路一帶稱為下西關。 
荔枝灣指的是從西關之外到珠江邊，即現今之多寶路、龍津路、泮塘至中山八路、荔灣路等一帶。西村指的是在西關和荔枝灣西北面一帶地區。
據黃佛頤撰《廣州城坊志》卷五記述：「羊城西郭外，統名西園，即俗稱西關也。」在《粵台徵雅錄》稱「太平門外率稱西關。」在《庚戊南海續志》就記述：「南自太平路起，北至長庚路止的以西市區，北部曰上西關，南部曰下西關。相沿於昔日未拆城時，西關及太平門二城門外之區域也。」長庚路的北面盡頭為現今的人民北路至東風西路的交匯處。

### 狹義
狹義的西關即傳統意義上的西關，原為古城廣州之西郊，亦稱西園。廣州有一句俗語：“東村、西俏、南富、北貧”，“西俏”即指西關。西關北到西村，東至人民路，西、南瀕珠江邊，即原荔灣區減去荔枝灣和西村。
值得一提的是，西關在省城太平門以西，乃西郊郊區，古屬省城南海縣，不屬番禺縣（今越秀區，即原越秀區以及原東山區），明清兩代沒有省級及府級衙門置在番禺縣內，故此番禺僅屬外城。

### 廣義
廣義的西關亦被稱為“新西關”，指的是原荔灣區，亦可指現荔灣區，即原荔灣區加上原芳村區。荔灣區被廣州市人民政府定位為最具嶺南特色的中心城區。
本文主要介紹狹義的西關，也略有介紹荔枝灣和西村。有關廣義的西關，請參見荔灣區。

### 官方規劃
2006年10月27日，荔灣區人民政府在答復中國國民黨革命委員會（民革）廣州市委員會的有關提案時，稱《西關傳統街區與荔灣區風情保護規劃》已審批通過，首次劃定了西關的範圍：北至中山八路以及中山七路，同時納入陳家祠，東至人民中路以及人民南路，西南至珠江，合共536公頃（即5.36平方公里）。該範圍基本涵蓋了西關舊城區域。

## 文化
西關是中國南方近代「西學東漸」的窗口，是嶺南文化的發源地之一，也是廣府文化的內容之一。

### 口音
西關口音，又稱西關話，是粵語廣州話的一種子方言（或稱口音），指以往居住在廣州市西關地區一帶的居民（老街坊）所操粵語之地方口音。粵語以廣州話為標準，而廣州話以西關口音為標準。但現今市面上的廣州話字典大多不僅收錄西關音，也收南海、香港音，西關口音已經近乎消亡。

### 習俗
西關的習俗繁多，在廣州各老城區中保存得較為完整。 
西關過年、清明節、乞巧節、中秋節和冬至的節日習俗與廣州其他地區相仿。 農曆五月初五端午節，在西關有看龍舟的習俗。

### 童謠
- 月光光，照地堂；年卅晚，摘檳榔；檳榔香，嚼子薑；子薑辣，買蒲達[註 1]；蒲達苦，買豬肚[註 2]；豬肚肥，買牛皮；牛皮薄，買菱角；菱角尖，買馬鞭；馬鞭長，起屋樑；屋樑高，買張刀；刀切菜，買籮蓋；籮蓋圓，買條船；船浸底，浸親兩個番鬼仔[註 3]；一個蒲頭[註 4]，一個浸底[註 5]；一個摸茨菇，一個摸馬蹄。
- 月光光，照地堂，蝦仔[註 6]你乖乖[註 7]落床，聽朝[註 8]亞爹要捕魚蝦囉，亞[註 9]織網要織到天光。
- 點蟲蟲，蟲蟲飛，飛到荔枝基；荔枝熟，摘邊[註 10]卜[註 11]，邊卜啖啖肉[註 12]。
- 荔枝熟，摘滿屋；屋滿紅，伴住個細蚊公[註 13]。
- 排排坐，食粉果；豬拉柴，狗透火[註 14]；貓兒擔凳[註 15]姑婆坐；坐埋一齊[註 16]唱支歌。
- 凼凼轉[註 17]，菊花園；炒米餅，糯米團；五月初五係龍舟節啊，亞媽佢叫我去睇龍船；我唔[註 18]唔去睇，要去睇雞仔；雞仔大，[註 19]去賣；賣咗[註 20]幾多錢？賣咗幾多隻啊？我買隻風車仔，佢[註 21]轉得好好睇[註 22]，睇佢凼凼轉啊菊花園，睇佢凼凼轉啊凼凼轉啊轉。[註 23]
- ABCD，大頭綠衣[註 24]；捉人唔到，吹BB[註 25]。[註 26]
- 落雨大，水浸街，阿哥擔柴上街賣，阿嫂出街着花鞋，花鞋花襪花腰帶，珍珠蝴蝶兩邊排。
- 呈沉剪[註 27]，呈沉包，呈沉糯米叉燒包。老鼠唔食香口膠，要食豆沙包。

### 傳說

#### 白鵝潭

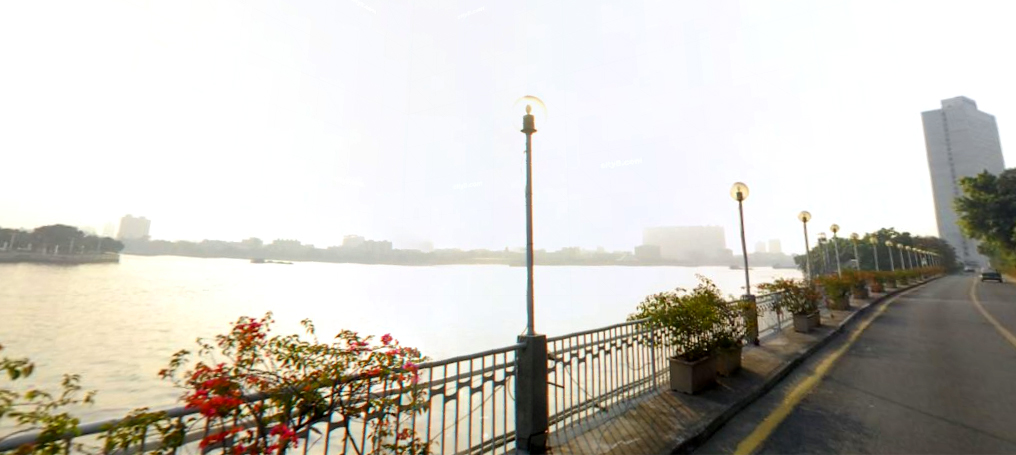
白鹅潭全景，左方为河南（海珠區），正前方为芳村，右方为沙面白天鹅宾馆

白鵝潭位於現荔灣區西南部。相傳明代正統十四年（1449年），黃蕭養領導的珠江三角洲農民起義軍屢戰屢勝。當戰船抵達今日白鵝潭時，江面忽然出現一隻白鵝，引領起義軍的戰船前進進攻廣州城。後來起義軍遭到明朝鎮壓，黃蕭養部兵敗退到白鵝潭邊，正當前無去路、後有追兵之時，白鵝再次突然從江心遊來伸頸拍翅，背起黃蕭養飛一般地向江中游去，直至消失。

#### 石獅怒吼
陳家祠祠門兩旁各有一隻大石獅，獅口含有一個可轉動的石球。相傳清光緒年間，陳家祠附近有水塘和窪池。有一年大水成災，水位不斷升高，眼看老百姓就屋倒人亡。深夜，石獅發出一聲怒吼，第二天早上大水便全部退出。從此以後，陳家祠一帶再沒有發生過大水。百姓都說石獅把大水喝光了，於是乎奉石獅奉“聖獅”。

#### 洞神坊
龍津東路附近有條名叫“洞神坊”的街。傳說清代此處居住著一個秀才叫陳廷昭，娶妻麥氏，很賢惠。廷昭因為屢試不中，整天悶悶不樂。一日，麥氏夢見一老人，老人告訴她把孩子生下來後日子就好過了，並吩咐多行善。不久麥氏誕下一子，性愛靜且聰明，遂取名“懂神”，意即領會神的意思。後來，廷昭去世，懂神亦長大成人上京赴考高中。從此，麥氏夏天施扇施茶，冬天贈衣贈被，鄰里都稱麥氏為善人。有一晚，麥氏再次夢見那老人，老人傳授了一條治療頸病的秘方，母子依方配製膏藥，治癒了不少病人。為紀念懂神母子曾做的善事，便把他的故居稱為“洞神坊”（“洞”為“懂”諧音）。

#### 支機石
清末民初，上西關一帶聚集了大量絲織業機房。機房的織機下麵挖有小坑，懸掛支機石。相傳漢代張騫出使西域時，有一天乘坐仙槎到達月宮，看見月宮天機七姐妹在織天衣雲錦，溢彩流光，絢麗奪目，為世間所未見，於是向仙女求教秘訣。分別前，仙女拿出一塊支機石贈予張騫，並說有了這塊支撐織機的寶石，什麼綾羅綢緞都能隨心所欲地織出來。張騫非常感激，把它帶回民間。從此，人間也能織出美麗的雲錦，五彩繽紛，華麗動人，於是張騫被機房奉為祖師爺，織機下懸掛機石也逐漸成為傳統。

### 歌曲
- 東山少爺：歌曲《西關小姐》[1]
- 廖偉力：專輯《西關》

### 影視
中国大陆
- 電視劇《外來媳婦本地郎》
- 電視劇《風雨西關》
- 電視劇《七十二家房客》

 香港
- TVB電視劇《西關大少》
- TVB電視劇《東山飄雨西關晴》（英文：When Easterly Showers Fall On The Sunny West）

## 文物

### 全國重點文物保護單位
- 沙面建築群

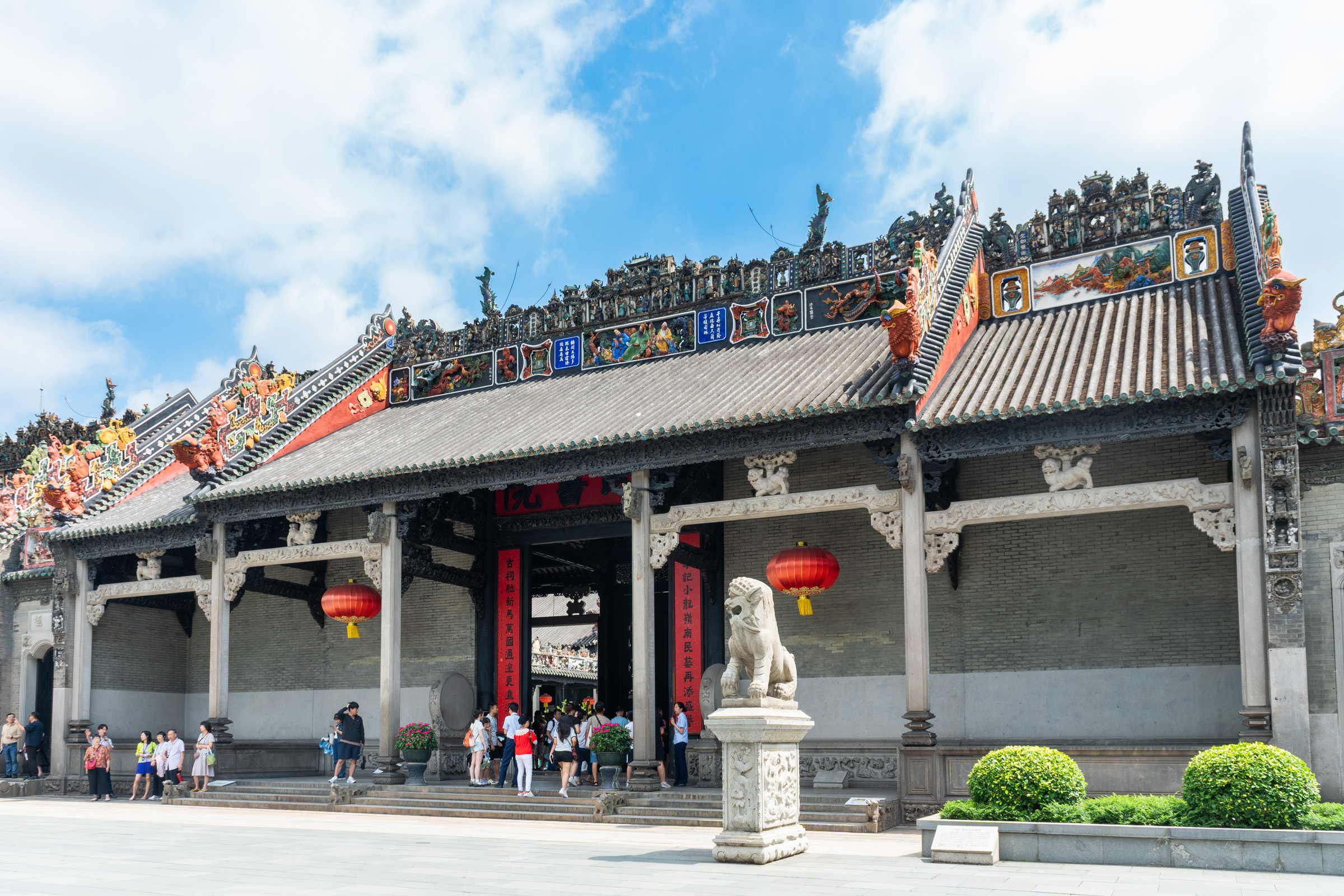
陳家祠

- 陳家祠：又稱陳氏書院，於清光緒十六年（1890年）興建，由黎巨林設計，以其“三雕、三塑、一鑄鐵”而著稱，號稱“百粵冠祠”。始建時用作廣東各縣陳氏子弟來省城應科舉時學習及住宿場所，也是祭祀祖宗的宗祠。 今闢為廣東民間工藝博物館。

### 省級文物保護單位
- 廣雅書院：位于今广东广雅中学
- 廣東郵務大樓
- 粵海關大樓

### 市級文物保護單位
- 華林寺羅漢堂：華林寺位於下九路西來初地華林寺前街，前身是古印度高僧達摩于南北朝梁武帝普通年間（6世紀20年代）登岸設壇傳教後建立起的“西來庵”。清順治十二年（1655年）宗符禪師發起重修，改名為“華林寺”。寺內曾有五百羅漢像和阿育王塔，後被毀。
- 沙基慘案烈士紀念碑
- 仁威庙：位於龍津西路仁威廟前街，舊泮塘鄉內，占地2200平方米，供奉道教真武帝。初建時稱北帝廟。是當時泮塘恩洲十八鄉最古老和最大的廟字。仁威廟始建于宋代皇佑四年（1052年）於明代天啟二年（1622年）、清代乾隆年間（1736年-1795年）和同治年間（1862年-1874年）有過較大規模的維修。
- 華貴路舊當鋪
- 泰華樓：位於恩寧路多寶坊27號。是清咸豐年間探花李文田讀書的書齋。曾有藏書10萬卷，抗日戰爭時失散一部分。文化大革命時，部分書籍和字畫被抄走。
- 西关大屋建築：見#西關大屋章節。
- 廣州明代西城門甕城遺址（西門口）
- 锦纶会馆：位於下九路西來新街21號，占地面積700平方米，始建于清雍正元年，有近300年的歷史，是座祠堂式的三進深磚木結構的建築，鍋耳屋的外觀，現館內保留有木雕、磚雕、陶塑、碑刻等。綿綸會館是廣州絲織業（即“錦綸行”）的行業公會，是目前廣州市唯一的行業會館，是近代中國資本主義萌芽的見證。 廣州紡織業起步較早，到明清時已臻成熟，錦綸會館印證了廣州市紡織業的繁榮。廣州全盛期擁有紡織手工業工人3、4萬人之多，而所產絲織品因質地精美而為海外和國內青睞，雍正年間的《廣東通志》載：“粵緞之質密而勻，其色鮮華，光輝滑澤——金陵，蘇杭皆不及”。現廣州博物館仍藏有數匹當時廣州產的彩緞。廣州紡織業的手工業工人，後來發展成近代的工人階級。
- 南方大廈
- 中山七路舊當鋪
- 舊民居建築
- 黃寶堅石屋
- 五眼井：又稱五眼泉，位華林寺旁。

### 登記文物保護單位
西關有登記文物保護單位11處：
- 文塔：坐落于泮塘，高13米，是南漢劉王花塢故地。供奉文曲星。是明代中期到清代初期間的建築。
- 梁家祠
- 文瀾書院清濠公所石碑
- 開越陸大夫駐節故址碑
- 陶陶居：見#陶陶居章節。
- 蓮香樓：見#蓮香樓章節。
- 塔影樓
- 嶺南藝苑舊址
- 廣州酒家：見#廣州酒家章節。
- 泮溪酒家
- 協和堂

### 文物保護措施
1998年成立區級文物管理所。
2001年成立區、街道、社區三級文物保護聯絡制度。
2001年荔灣區政府累計投入文物保護經費5938.3萬元人民幣。

## 建築
西關的特色建築有騎樓、西關大屋以及麻石街巷（青石板路）；沙面、長堤和西堤一帶亦有西洋風格的建築。
從秦漢開始，位於南蠻之地的嶺南先民吸收中原文化，形成富有嶺南特色的建築。近代受西方的建築風格影響，西關的建築出現了新的變化，又融入了西方的元素。

### 西關大屋

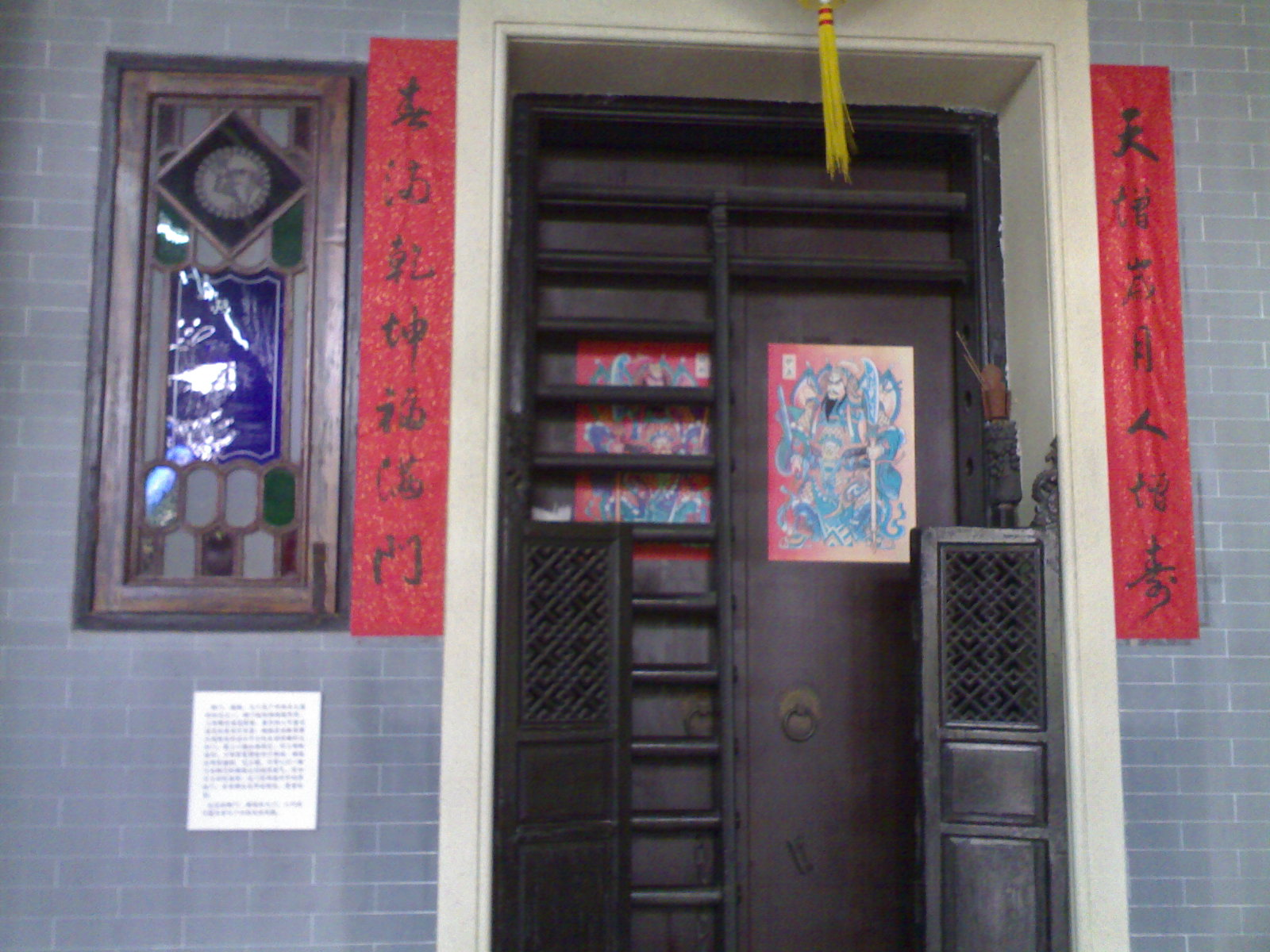
三重門（仿製，非實景）

西關大屋是西關民居的典型代表，是當時有錢商人的住宅。
大門一般分為三道（三重門），廣州人稱“三件頭”。 臨街最外的一道是四扇對開的屏風門（也叫矮腳吊扇門或花門）。屏風門之後是趟櫳，趟櫳之後為洋雜木大門，是真正的大門。
西關大屋主要分佈在十八甫富善地區、楊巷、楊仁里、十二甫、寶華地區、逢源地區、寶源地區及多寶地區，在西村地區也略有分佈。
窗戶被稱為“滿州窗”。這種窗戶均等地分為左右三列，每列上下三扇，合共九扇。其開閉方式為上下推拉，各段窗扇可任意推到任何位置。窗上通常鑲嵌有色花玻璃。 
西關大屋平面佈局一般為左右對稱，中軸線上為主要廳堂，每廳為一進，全屋一般為二至三進，廳之間用小天井相隔，天井有上蓋，靠天窗採光通風。廳的兩側為偏廳、偏房，大屋子偏房的兩側還有巷，叫“青雲巷”。

### 竹筒屋
是富有嶺南特色的傳統民居，比西關大屋相對簡陋和狹窄。這種建築開間小，進深大，兩者之比由1∶4至1∶8， 由前至後排列以天井間隔的多所房間，形如竹筒。通風、排水及交通主要靠天井和巷道來解決，屋深長則天井相應增多。外觀似為一層，但因層高達4.5 米，故常置夾層，並設樓梯。牆基用石塊砌築，牆身用青磚，山牆承重，木構架，瓦頂。 

### 麻石街巷
以麻石鋪成，主要分佈在西關大屋區。

### 騎樓

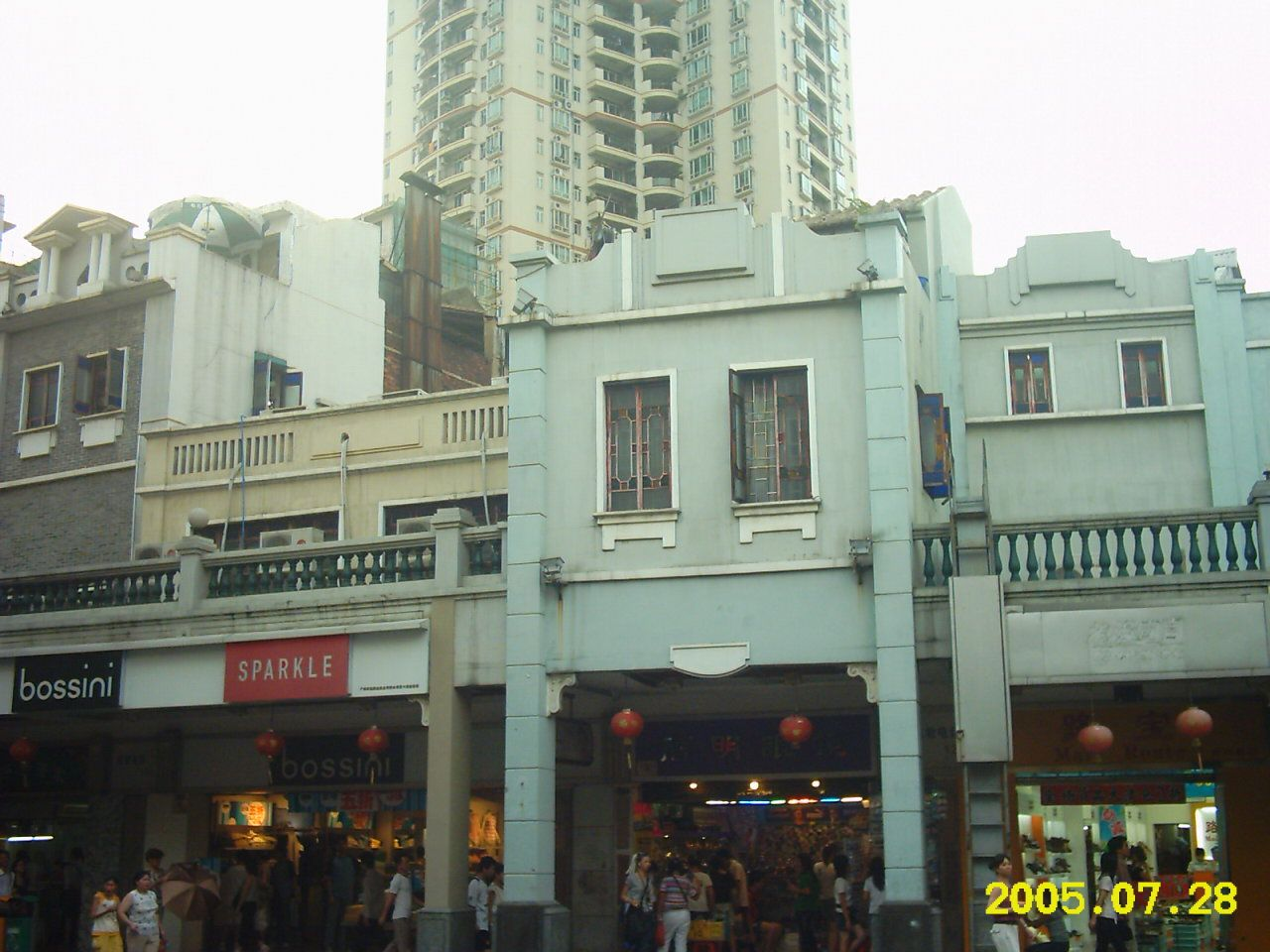
上下九路的騎樓

騎樓建築與南越先民的住房關係最密切，被認為是越族先民“幹欄”建築的遺韻。
但亦有指稱騎樓是1925年廣州大規模擴建街巷、修築馬路時興建的建築，其設計源於古希臘。
它在樓房前座跨入人行道懸空建起，使兩旁房屋相互聯結，形成一條長廊，可替人行道遮風避雨，遮擋陽光，適應於嶺南的氣候，亦使兩廊店鋪得以蔭蔽，便於避開門面，廣設櫥窗，陳列商品，以招徠顧客。
這種建築成為廣州商景最主要特色，後來也成為其他省份廣東街的標誌，至今上海金陵东路還可看到這種騎樓建築。 
騎樓最早出現在廣州一德路天主教聖心大教堂（石室）一帶。後來其他商業區爭相效仿，如上九路、下九路、第十甫路、中山路、恩寧路、人民南路一帶，出現連片的騎樓建築群。

### 沙面建築群

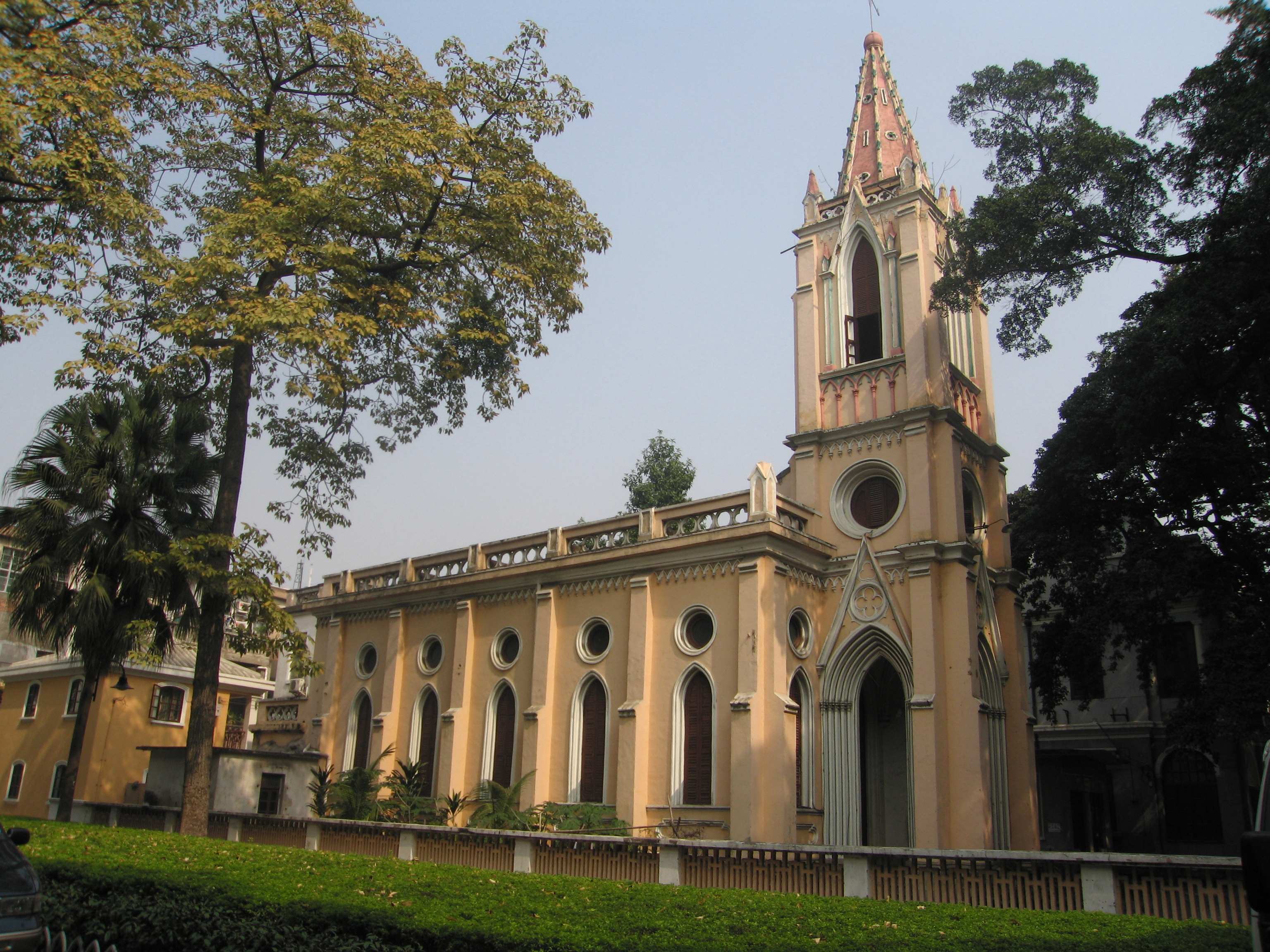
天主教露德聖母堂

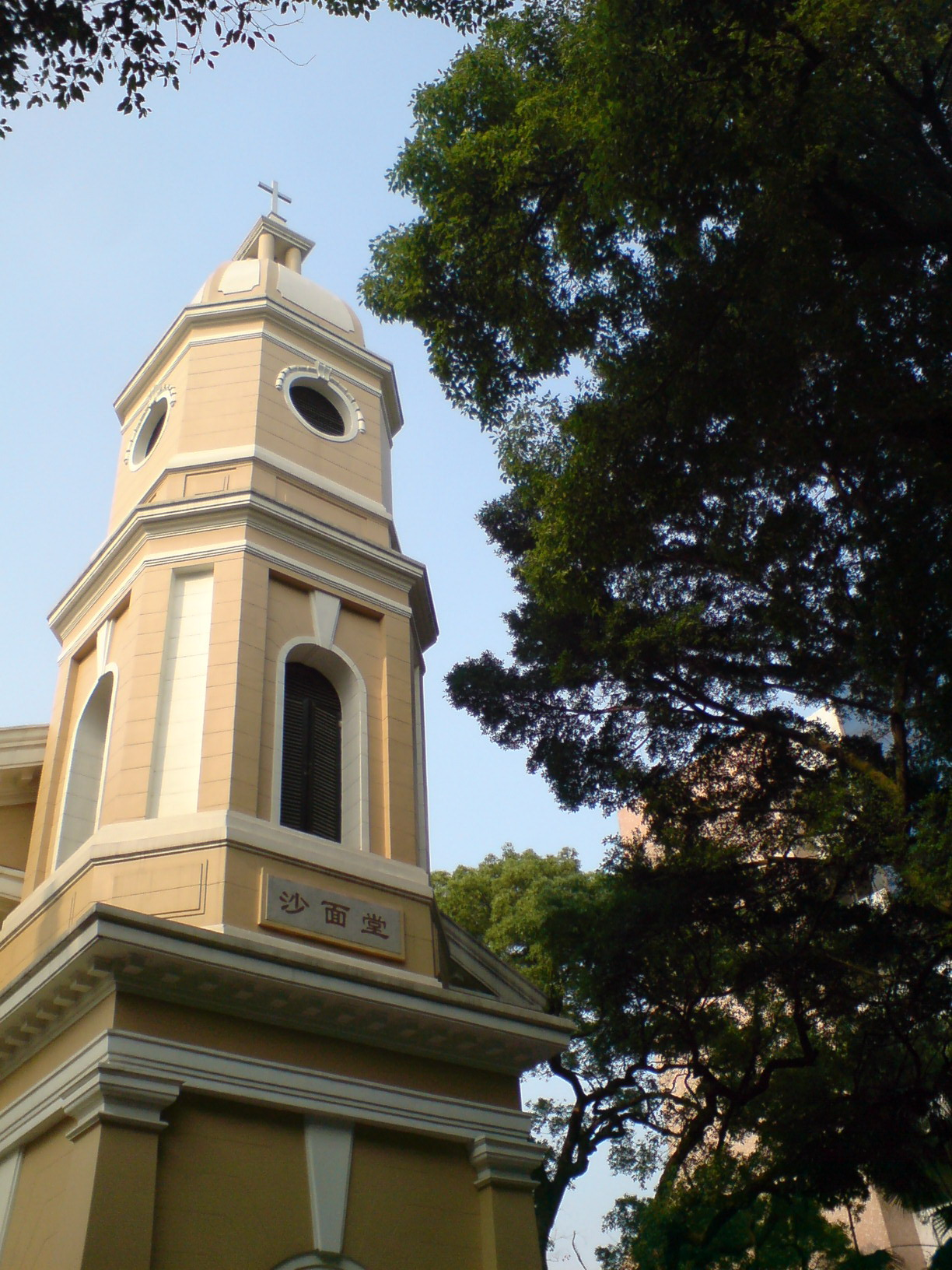
基督新教沙面會堂

沙面原是白鵝潭畔一片沙洲，由珠江上游河道流沙沖積而成，故名。廣州沙面租界形成於第二次鴉片戰爭期間。1859年，沙面西部44英畝被劃為英租界，東部11英畝為沙面法租界。沙面的大量建築基本上是在19世紀末以後建造的。昌盛時，沙面外國洋行達30多家，一個世紀來有近70座樓宇由14個不同國家用作領事館、銀行、商行和教堂（天主教露德聖母堂和基督新教沙面會堂）。按建築形式而言，沙面建築大致可分4類：新巴洛克、新古典、殖民地券廊式和仿哥德式。 

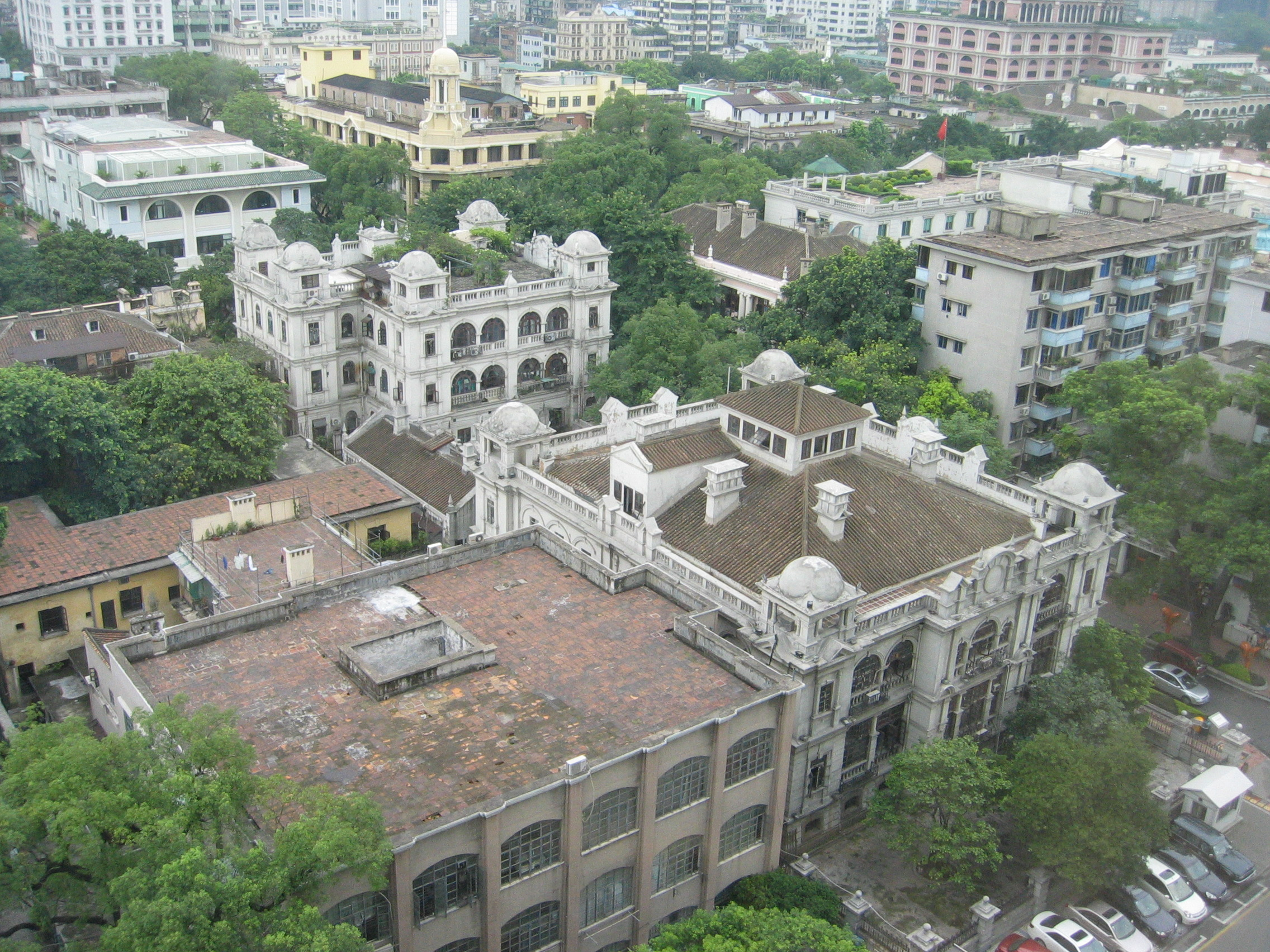
沙面建築群

### 長堤和西堤的西洋建築
19世紀末20世紀初，廣州沿江的長堤、西堤一帶興建了大型的辦公及商業建築，反映了19世紀西方流行的新古典式的建築風格，保留了希臘、羅馬時期的建築特點。 

## 飲食
秦漢以前，西關先民崇雜食。秦漢以後，漢人不斷進入廣州，將中原的飲食與廣州的土著飲食風尚相結合。
俗語有云：“食在廣州，源在泮塘。”地處西關的泮塘氣候適合種植蓮藕、馬蹄（荸薺）、菱角、茭筍、茨菇（被稱為“泮塘五秀”）。
由於中西方的文化衝擊，西關孕育出具有鮮明地方特色的美食。較為有名的是“廣州第一家”（廣州酒家）和“蓮蓉第一家”（蓮香樓），西關小食還有德昌咸煎餅、池記、超記雲吞面、南信雙皮奶、順記椰子雪糕、開記綠豆沙等。

### 茶樓
西關的茶樓堪稱廣府茶樓的典型及模範。廣州附近四鄉乃至香港、澳門的茶樓均以西關茶樓為榜樣，迄今香港的一些老牌茶樓仍保留有西關茶樓的影子。 
清末，西關茶樓的格局並不像今天所見的兩三層樓式，而是青磚石腳，宛如西關大屋模樣，大門也有木門與腳門，內有天井與廂房，能容納客人數量有限。在光緒年間著名的茶樓有十一甫的頤苑、第二甫的榮珍居、第三甫的永安居和第五甫的五柳居等，均在抗日戰爭前湮沒。 
20世紀20年代，西關新興起一些新式的茶樓，多為二層甚至三四層的“洋樓”，內部為“竹筒屋”式，即縱向深入，有的還有天井（如陶陶居），臨街的一面窗用滿洲窗，通爽明亮，座位有卡座及廂房，雅潔舒適。 
現存西關歷史較老、保留較典型的茶樓是第十甫的陶陶居及蓮香樓。

#### 陶陶居

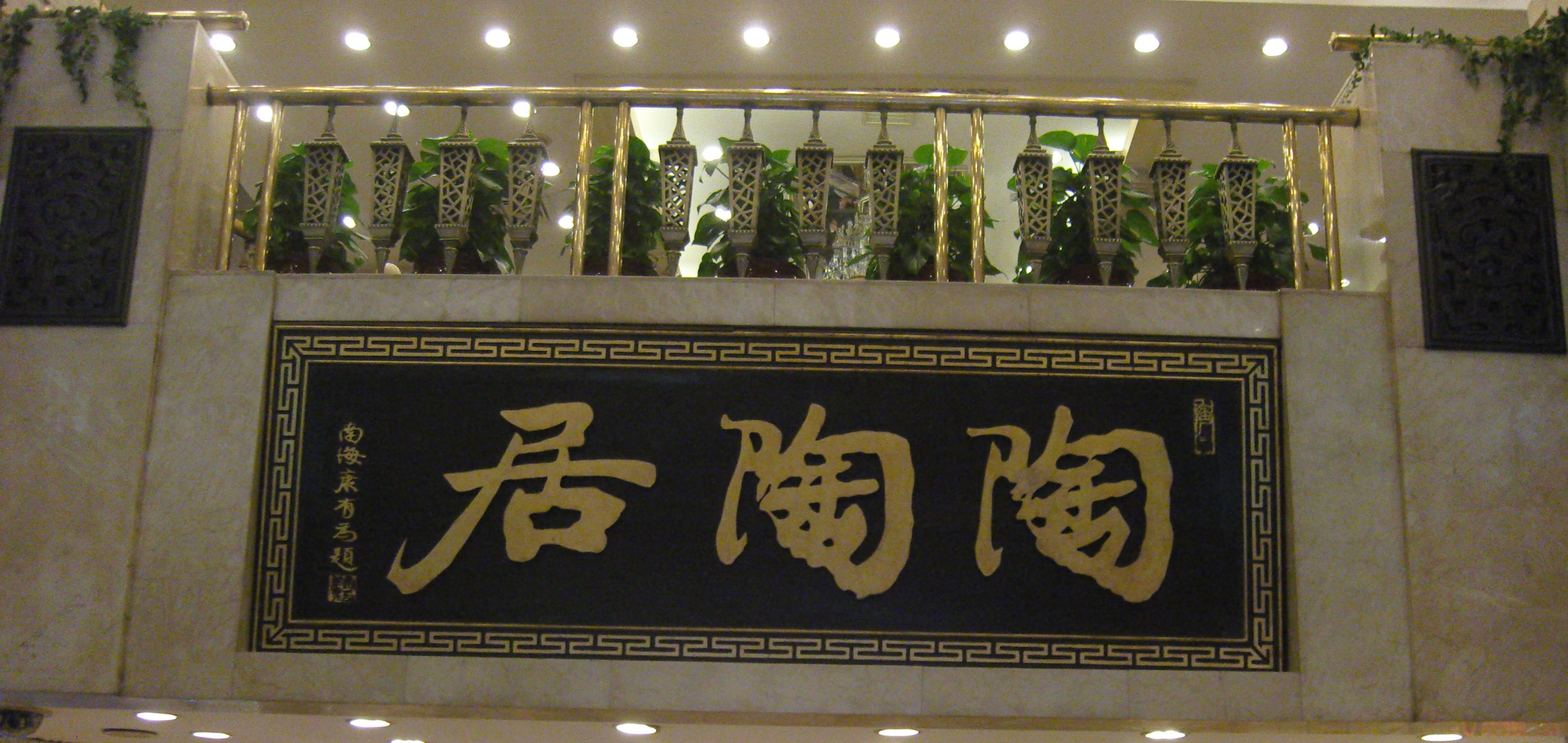
康有為親筆所題的招牌

創建於光緒六年（1880年），後於1933年由南海譚氏兄弟與陳伯綺合辦改建為混凝土三層大樓，外立面飾以各色灰塑，樓頂尚有六角重簷亭一座。三樓的“霜華小院”是一天井園林。 
多有文人騷客趨慕，招牌題字出自清代名人南海康有為之手。陶陶居在100多年前原是一位大戶人家的書院，到了清光緒年間，這間書院已換上“葡萄居”茶樓招牌，專營蘇州風味的酒菜，兼營茶面，後易手由一位陳姓老闆經營，改茶樓字號為陶陶居，寓意來此品茗樂也陶陶。
陶陶居的名菜有化皮乳豬、豬腦魚羹、五彩鮮蝦仁、薑蔥炒肉蟹、西湖菊花魚、手撕鹽焗雞、片皮掛爐鴨、雲腿爽肚、雪裏藏珍等。

#### 蓮香樓

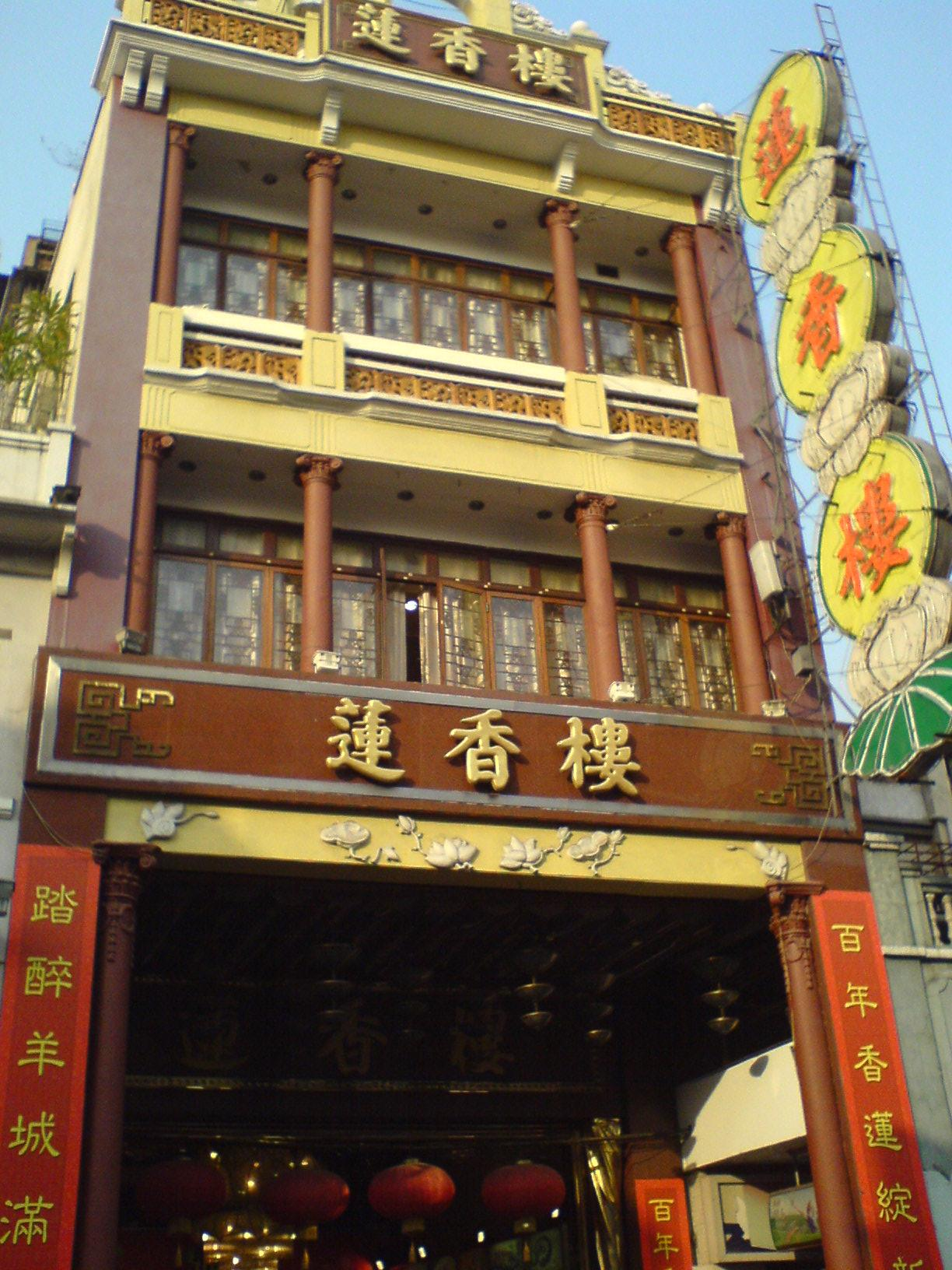
蓮香樓

有“蓮蓉第一家”之稱，開業於1889年，“蓮香樓”三個大字出自清末南海翰林大學士陳如岳之手跡。
始創的純正蓮蓉餡以其品質幼滑、蓮味濃郁而馳名中外。冷凍食品如糯米雞、三絲春卷、蓮蓉蟠桃包、上湯水餃和椰汁年糕獲國家優質產品獎。較為有名的小吃有蓮蓉月餅、老婆餅、嫁女餅、龍鳳餅。

#### 祥珍樓
創辦於光緒年間，由佛山人譚新義在西門口中山七路建成，樓高三層，門面寬闊。20世紀90年代被拆。

#### “九如”
在廣州有九間以“如”字命名的茶樓，人稱“九如”，在西關的則有光復路的“太如樓”及珠璣路的“多如樓”，後者結業於20世紀90年代。 

#### 廣州酒家

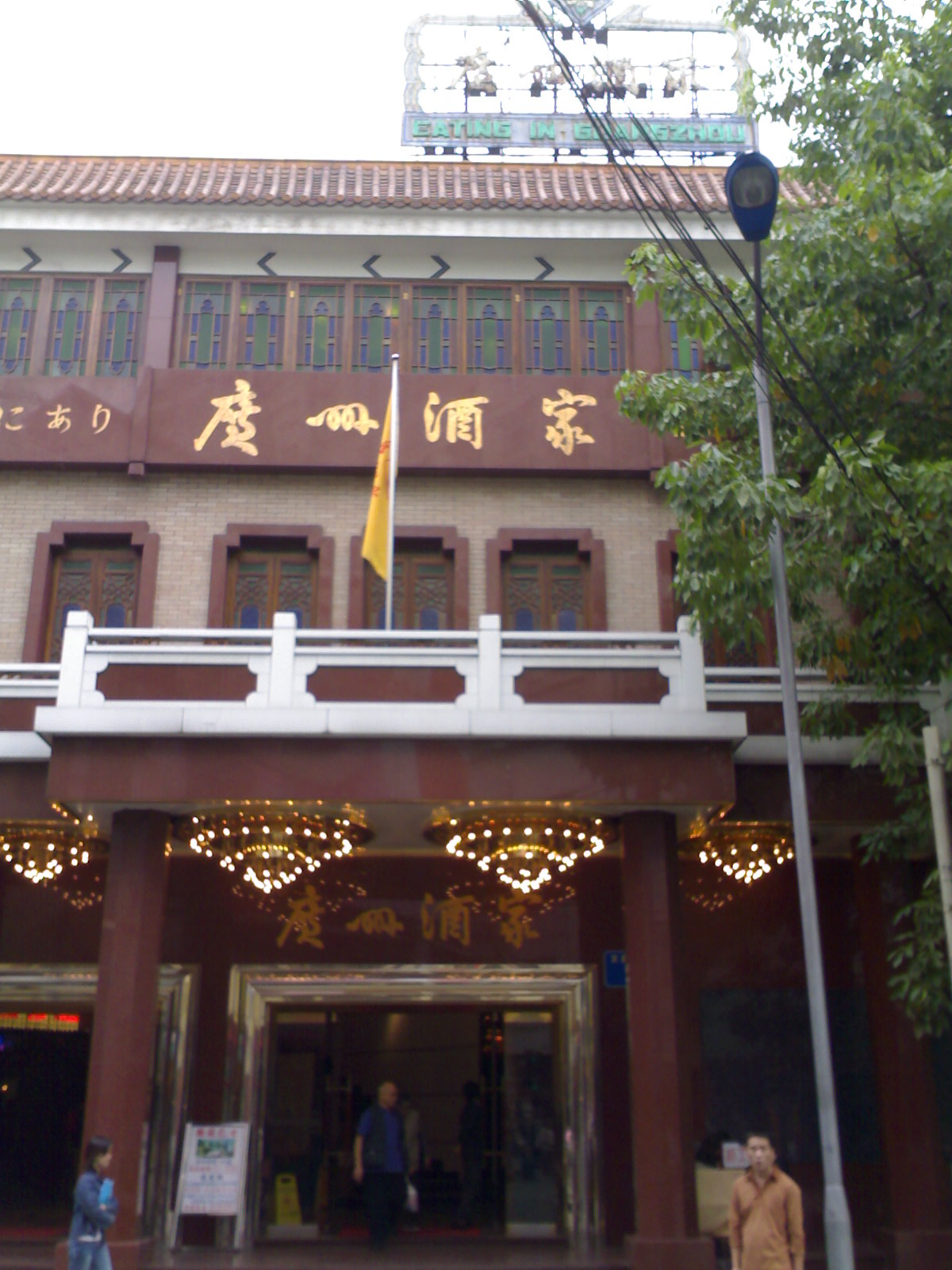
位於文昌南路的廣州酒家總店

始建於1939年，前身是西南酒家。作為傳統粵菜的代表，廣州酒家素有“食在廣州第一家”之美譽。位於文昌南路的總店外立面採用意大利貴妃紅大理石裝修，建築為回廊式設計，內設大井，種有榕樹。廳房佈局合理，曰“滿漢宮”。名菜有廣州文昌雞、紅棉嘉積鴨、萬花煎釀鴨掌、三色龍蝦、滿漢全筵、五朝華筵等。 

#### 泮溪酒家
相連荔灣湖公園，是1000多年前南漢王劉鋹的御花園“昌華苑”的故地，也是昔日的“白荷紅荔、五秀飄香”的“荔枝灣”。1947年，粵人李文倫在這片“古之花塢”上創辦了泮溪酒家作為廣州目前三大園林酒家之首，其名菜有八寶冬瓜盅、園林香液雞、七彩併盤等，著名的點心有綠茵白兔餃、蜂巢芋角、泮塘馬蹄糕、脆皮三色卷等。泮溪酒家有40種菜式和點心在全國、省、市烹飪比賽中獲獎。

### 小吃
被評為“中華名小吃”的西關美食有榮華酒樓的榮華麻香酥，南信雙皮奶和薑撞奶、歐成記的上湯鮮蝦雲吞、伍湛記的及第粥、清平飯店的薑汁奶撻、蓮香樓的老婆餅、銀記牛肉腸、金鐘閣鴨肝水餃。
被評為“廣州名牌美食”的西關美食有杏花樓薑撞奶、鳳凰奶糊、榮德麻蓉湯丸、薩棠記薩其馬、艇仔粥、德昌的咸煎餅、梁英記裹蒸粽和笑口棗、國華白糖倫滘糕、順記冰室椰子雪糕、涼粉糕。

#### 南信雙皮奶
雙皮奶數順德大良的最為出名，南信雙皮奶的創始人是順德人，1943年在廣州創店。 

#### 順記冰室雪糕
順記冰室的椰子雪糕是馳名遠近的西關歷史名牌小食。20世紀20年代由小販呂順首創，選用椰肉作原料，加工成鮮椰絲後榨成椰汁，再配上新鮮的水牛奶和雞蛋、白糖。20世紀50年代60年代一些外國元首和貴賓如柬埔寨西哈努克親王等都曾品嘗。自1956年以來均獲歷屆評比的“廣州市名牌美食”稱號。

#### 開記綠豆沙湯丸
開記位於龍津東路，店主葉健開，被戲稱“豆沙開”。其製作的香草陳皮脫殼綠豆沙散熱解毒，譽滿羊城。葉健開自小就跟隨外祖父經營這種食品。 

#### 歐成記鮮蝦雲吞面
雲吞湯是蝦子、大地魚、豬骨熬成的老火靚湯，雲吞餡用鮮豬肉、鮮蝦肉、鮮蛋拌制。雲吞皮薄，煮熟後呈肉色，被稱為“玻璃雲吞”。 

#### 伍湛記及第粥
為民國時期著名小食店，坐落于文昌巷，粥類以及第粥見稱，粥底用腐竹、白果、大地魚等餚成，又叫“三元及第粥”。因豬肉丸、豬肝片、豬粉腸正好全上狀元、榜眼、探花之數，意合三元及第。伍湛記及第粥為廣東名小食，在1997年首屆全國“中華名小吃”評比中登榜。 

#### 銀記牛肉腸
布拉腸是抗日戰爭時期由泮塘荷仙館創制的，現在是廣州茶樓酒家早茶夜市的必備之品，銀記最為出名。將米漿置於多層蒸籠或布上蒸成薄皮，放上碎肉、魚片、豬肝等等，卷起來切斷。

#### 艇仔粥
出自荔枝灣一帶，因最初是水上人家搖著小艇向遊客兜售而得名，是舊時水上人家用新鮮的河蝦或魚片為配料熬成的粥。現在已成為街邊小吃並逐漸進入飯店酒家，配料也不斷更新，增加了海蜇皮、花生仁、炸粉絲等。

### 飲食禮儀
西關人飲食較為講究，尤其在茶樓中，不會粗言穢語；互相禮讓表示謝意；斟茶八分滿；拿茶壺及斟茶酒的手勢、用匙羹夾菜也有講究。
不同的菜式用不同的器皿。不同的酒用不同的酒杯。
食客（尤其是商人）常借飲茶吃飯打探行情，消磨時光。

## 人口
舊西關民居群落中貧富懸殊，貴賤分明。有一則民諺耳熟能詳，“西關小姐，東山少爺，河南（今海珠）地痞”。 

### 居民
自秦統一嶺南之後，中原人大批遷入廣州，原來的土著離城遷到城外的西關居住。 地道的西關人家一般均為大家族，一些富庶雍容的財主大戶，一派博古好雅的書香門第，或是字畫世家。 
西關河叉交錯，以田園為主。當時廣州每天晚上都要關閉城門，商賈和文人墨客都不願住在城中，相繼搬到西關落戶，使西關逐日繁喧熱鬧起來，成為廣州城郊經濟最發達的黃金旺地。 
在舊西關，居住的人家有階層、群落的相對劃分。有錢的商賈、體面的文人雅士大多聚居在十三行一帶以及荔枝灣一帶。無錢短勢的窮苦百姓、草根階層，為方便打工則集中居住在西門口、金花地區和高基一帶。泮塘一帶則居住著鄉村人口。
清乾隆二十二年（1757年）至道光（1842年），廣州是中國當時惟一的對外貿易口岸，清政府嚴禁外國人進入廣州城，外國商人只能在十三行商館（亦稱夷館）居住。直至今天，仍有不少外國遊客居住於沙面（白天鵝酒店），沙面被洋人稱為“西人街（Foreign Town）”。

#### 西關小姐
西關小姐是20世纪初对西關一帶的富家女子的稱謂，是西關文化的一個重要象征。

#### 疍民
廣州人稱水上居民為疍民。廣州河網密集，既有航運、漁業的條件，又有迎送過江人們的需要，因而珠江河畔彙集的水上艇戶十分稠密。小艇既是水上居民的生產工具，又是他們的居所。 西關面積不大，而當年的海岸線卻超過4公里，加上西部是河網區，因此水上居民近5000戶。
1954年，時任國務院總理周恩來到現今鵝潭視察水上居民的生活情況，表示廣州市人民政府和荔灣區人民政府的領導要為水上居民建好陸上住宅。
1958年初，廣州市政府撥款在荔灣涌邊建成兩棟三層的水上居民宿舍，有70戶水上居民遷往新居，為廣州市最早為水上居民建造的陸上住宅。時任廣州市長朱光到該處探望遷入新居的水上居民。 
1961年，新一批二層居民住宅樓在中山七路落成，106戶504名水上居民在春節前遷進了新居。 

### 名人軼事
- 陸賈（前240-前170年）：從漢高祖劉邦定天下，有辯才，常使諸侯為說客。西漢初，奉命使南越，封趙佗為南越王。陸賈初至廣州，即在西關之西場築泥城以待趙佗，人尊其為“開越陸大夫”[註 28]。
- 葛洪（283-363年）：字稚川，號抱樸子，江蘇句容人，晉朝醫學家及科學家，為道教所尊崇的真人之一。曾在廣東羅浮山及西關一帶長期煉製丹藥。其在西關的浮邱石一帶的煉丹遺址被稱為“浮邱丹井”，在今中山七路與中山六路一帶。遺著僅存《肘後備急方》八卷。
- 屈大均（1630-1693年）：番禺人，生長于西關，明末清初詩人，“嶺南三大家”之一，著有《翁山文外》等詩文集及筆記《廣東新語》。他與嶺南三大家之中的陳恭尹、梁佩蘭常于西郊作詩文之會，參與者還有高儼、張穆等遺民詩人，是西關藝文史上的佳話。
- 大汕（1633-1705年）：字廠翁，號石濂，江西九江人，清初至廣州，憑其廣博學問結交官紳名士，成為西關大叢林長壽寺住持。曾受平南王之命至安南（今越南）作海上貿易，帶回名貴木料及珠寶等甚多，因而成巨富。長壽寺亦成為集園林與佛寺一身的嶺南名刹。大汕著作甚豐，有《離六堂集》及《海外紀事》等，又工書畫及園林建築。
- 潘仕成（1804-1873年）：字德畬，為十三行商人潘啟的遠支宗親，所居在西關今荔灣湖公園一帶，稱海山仙館。除搜集與保存大量金石書畫文物之外，他亦耗鉅資刻印《海山仙館叢書》、《海山仙館叢帖》等，在近代廣東文化史上有重要影響。
- 梁耀樞（1833-1888年）：字鬥南，順德人，父母早喪，早年隨兄居西關湛露巷，後受業大儒朱次琦門下，同治元年（1862年）中舉，同治十年（1871年）成為狀元，為清代廣東三狀元之一。他中狀元後仍居於西關梁氏工書法及詩文。
- 譚瑩（1800-1871年）：字玉生，南海人，居西關叢桂里（今叢桂路），道光二十四年（1844年）舉人，學海堂學長，曾協助伍氏輯《粵雅堂叢書》，著有《樂志堂詩集》等。
- 譚宗浚（1846-1888年）：譚瑩之子，字叔裕，號荔村，少承家學，同治十三年（1874年）中一甲二名進士（榜眼），曾任四川督學。工詩文，熟習地方掌故，著有《希古堂文集》等。
- 李文田（1834-1895年）：字若農，德均安人，咸豐六年（1856年）中舉，咸豐九年（1859年）中探花，時年 26 歲，授翰林院編修，後官至禮部右侍郎。1878年在西關建泰華樓作藏書之所。李氏為近代著名學者，對西北史地極有研究，李氏亦是書法名家，其提倡北碑的思想對當代書壇影響甚大。他與梁耀樞、譚宗浚合稱西關三鼎甲（狀元、榜眼、探花）。
- 梁鼎芬（1859-1919年）：字星海，番禺人，光緒六年（1880年）進士，授翰林院編修，因奏劾袁世凱被罷官。張之洞創建廣雅書院，聘梁氏為首任山長（院長）。梁氏在近代史上有重要影響，清亡後曾一度任遜帝的師傅，年六十一卒。今廣雅中學內尚存其手書碑文等。
- 廖廷相（1842-1897年）：字子亮，南海人，光緒二年（1876年）進士，授翰林院庶吉士，充國史館協修。張之洞聘其為廣雅書院第二任山長。通文史及音韻之學，著有《諸史劄記》等。
- 吳道鎔（1852-1936年）：名國鎮，字玉臣，號澹庵，早年從李文田受業。光緒七年（1881年）進士，授翰林院庶吉士，辭官後歸廣州，以教授後學為己任，受聘為廣雅書院第七任山長。學者汪兆鏞、江孔殷等出其門下。著有《澹庵詩存》，《廣東文徵》，《海陽縣誌》，《明清樂府》等。
- 簡朝亮（1851-1933年）：字竹居，順德人，從朱次琦受業，與康有為為同學，是清末著名學者，人稱竹居先生，晚年隱居西關蘆荻巷，潛心著述，著《尚書集著述疏》等九種八十八卷。
- 蘇若瑚（1856-1917年）：字器甫，順德人，李文田弟子，光緒五年（1879年）舉人，精書法，長居西關，今小畫舫齋尚存其題額。
- 蘇寶盎（1887-1938年）：蘇若瑚之子，字幼宰，光緒優貢生，授禮部主客司主事，亦為書法名家。蘇氏父子在西關以教私塾為生，有聲于時。
- 黃慈博（1886-1946年）：原名佛頤，香山人，長居西關，其父黃映奎為名詩人。為宣統元年（1909年）拔貢生，長於地方史志之學，在光緒末年協助其父編輯《廣東鄉土史教科書》，民國後隱居西關十二甫設館授徒，民國初年寫成廣州地方史名著《廣州城坊志》。
- 程景宣（1874-1934年）：字竹韻，南海人，國畫家及篆刻家，所作山水清雅淡逸，又工篆隸書，于西關創辦尚美畫室，授徒頗眾。
- 倫明（1875-1944年）：字哲如，東莞人，康有為弟子，近代著名藏書家，歷任北京大學、輔仁大學等學院之教授，著有《續四庫全書提要》等，晚年定居西關寶華路。
- 智度（生卒年不詳）：活躍于咸豐、同治年間，西關長壽寺僧，工畫山水，尤長於臨摹，其所仿作者，人不能辨。
- 陳洵（1870-1942年）：字述叔，新會人，居西關多寶南橫街，近代廣東著名詞人，與黃節齊名，為詞學家朱祖謀所推重，1929年任中山大學詞教授，門生甚多，著有《海綃詞》及《海綃說詞》等，人稱南國詞人。
- 梁鸞王倉（1868-1946年）：字紫笙，南海人，居西關，與梁啟超為同學，後留學日本。梁氏工書法，生徒甚多，陳濟棠、香翰屏等均曾受教于他，曾為陶陶居、滄洲等名店書匾。
- 簡又文（1896-1979年）：新會人，居西關逢慶中約，畢業于美國芝加哥大學，回國後歷任廣州市教育局局長、燕京大學教授等職，多年隨馮玉祥將軍，後潛心歷史著述，著《太平天國全史》等，亦是著名的廣東文物專題收藏家。
- 羅原覺（1891-1965年）：南海人，世居西關，著名碑帖鑒賞家，被稱為“嶺南碑帖第一人”，所藏有法帖《聖教序》等多種稀世之珍，為康有為、梁啟超所推重。
- 李木炎（1906-1996年）：順德人，字木炎齋，李文田之孫，早年得蔡元培提拔，從羅振玉學古文字學，並任英國倫敦大學、燕京大學等教授，為著名古文字學家。
- 趙崇正（1910-1968年）：南海人，世居西關，為高劍父早年入室弟子，與關山月、黎雄才等同為嶺南畫派第二代的代表畫家。
- 黃詠罕（1902-1976年）：字肇沂，南海人，居西關耀華大街，承父業為廣州米商，熱心公益事業及教育，精鑒賞，富收藏，又為名詩家，著有《天響樓詩文集》，人稱“南海詩人”。
- 李曲齋（1916-1996年）：順德人，李文田之孫，繼承家學而精于書法，亦工詩詞，先後任廣州市書法家協會、廣東省書法家協會正副主席及廣州市文史館副館長。
- 朱庸齋（1920-1983年）：原名奐，新會人，世居西關，其父朱恩溥為詩人，自幼即受薰陶學詩詞，後隨陳洵學詞，著有《分春館詞》及《分春館詞話》，亦工書畫。與李曲齋並稱“西關二齋”。
- 詹天佑：於西關有一祖屋。
- 蔡廷蕙：於西關有環翠園，現環翠園小學一帶。
- 鄧華熙：居西關多寶街，咸豐六年（1856 年）舉人。1880年，英法聯軍進逼北京，鄧華熙充任京師巡防處辦事員，為恭親王奕訢所重，提拔郎中，轉監察禦史。光緒年間被提為雲南按察使，其後曆升安徽、山西、貴州巡撫，官至漕運、總督，加太子少保銜。鄧氏是西關人中在清代官職最高的一人。1902年為街道起名，題多寶大街，自始多寶、寶華、寶源等街名成為了西關象徵（其中多寶為三寶為首）。
- 孫中山：1893年春，孫中山在冼基設立“東西藥局”。
- 千里駒：粵劇宗師，原名區家駒，又名區仲吾，生於1888年，世居西關，在多寶路建有寓所，名曰“吾廬”。
- 馬萬祺：于1919年出生于南岸，1929年考入南海縣立南海中學(現廣州市第十一中學)附小，1931年秋升上該學校初中。
- 李小龍：祖居在恩寧路永慶一巷，坐南向北，三進深，面寬約8米，進深約21米，建築面積約400平方米。現房屋主體建築保留較好。早年李小龍的父親李海泉曾在此居住。
- 趙少昂：在1931年創辦位於第十甫湛露直街24號的嶺南藝苑。
- 陳少白：購下聯興碼頭，並在碼頭旁（今沿江西路）建一樓宇，取名為“塔影樓”，作為事務所及家居。
- 向秀麗：何濟公藥廠所在地的行政街改名為秀麗街。1982年8月，廣州市人民政府為下九路何濟公制藥廠原址的樓宇命名“秀麗樓”。

## 地理
古代羊城八景之一浮丘丹（羊城三石中的浮丘石）在今西門口中山七路，古代是海中的浮丘石島，今天已不存在。古代西關是被水包圍的地區。
荔灣區北部（西場以北）、東北部（西華路、中山七路西門口附近）原為小山崗相連的丘陵地區，後在城市發展建設中，山岡被逐步推平，但仍屬地勢較高的地區。
中部、南部原為珠江淺水區，後因長期江水、流沙的沉積作用以及人工圍河造地而形成了西關平原，地勢較低，河涌、水塘密布，成為著名的西關、荔枝灣水鄉。後來隨著城市發展，填塘蓋樓，濠涌也逐步改建成密封渠箱式水道，河涌池塘基本消失。現西部僅存人工湖——1958年開挖的荔灣湖，起調節市區環境之“城區小肺”作用。荔灣區最南部的沙面，原是珠江中稱“中流沙”的小島，後因北岸江岸線逐步南移，小島遂與北岸連成一體。清末，由人工開挖出沙基涌，並先後在涌上建有幾座橋樑，形成市區內的一個獨特小島。
西關平原是廣州市區最大平原，是由於西關正當河灣沖積地點所致，為沖積平原。 
由於地勢向西向南傾斜，故河流也向西流出，少數南流（如柳波涌），且多能入潮。因此，平原上農作物有建基建圍防潮、防洪之必要。 
明代羊城八景之一荔灣漁唱亦反映明代時西關河涌縱橫，半是塘池地方，漁業發達。漁民白天出江捕魚，晚上回來內灣停泊。
從歷史地貌看來，由灣而沼、由沼而涌，由涌而田。由內灣、沼澤變為平原，形成今天西關平原地勢特低的特點。

### 地形
西關所在的地區位於珠江三角洲北緣，整體地勢呈北高南低。北面為台地，地勢較高。西南、南部略低，由西濠到小北江間，大部分為低窪平原。

#### 侵蝕平原
侵蝕平原由花崗岩及紅色砂岩構成。系地殼上升、地形遭到長期流水侵蝕作用而成，分佈於區內的克山和西村一帶。地形表現為波狀起伏狀態，台地表現為渾圓狀小丘成帶狀分佈，標高15-50米，為波浪狀台地地帶。

##### 龜崗
在今廣州市第四中學內操場之北，高出地面5-6米，岩層較硬，小丘頂本呈尖形，有龜峰山之稱，現已人工開成台狀，有古代建築遺存，如石龜及柱礎之類，後因歷代修路築平，改稱龜崗。

##### 浮丘石
位於今中山七路僑興新街、積金巷一帶，大部分崗地已成為中山七路路面，地勢較高向西下降入西關平原。宋前浮丘崗又稱為浮丘石，為廣州城珠江河段三石之一（羊城三石）。是水邊小丘，四周可泊船。突起平原之上3-5米。中華人民共和國建立初期在石崗街及積金巷仍可見紅岩露頭地點。

#### 堆積平原
海陸交替相堆積平原地形分佈於西關大部分地區。這片山丘少的西關平原是由於正當河灣沖積地點所致。黃沙大道、六二三路在古代是珠江沿河邊地，因向南突出弧形， 屬於河流突岸。受地球自轉向右偏轉力影響，河水由北南流沖蝕芳村、河面一側，使西關平原向南向西堆積較快，沙泥淤積日多。據華南師範大學地貌研究室1990年資料記載，在沙面黃沙橋頭地段，淤泥深度達6.8米，寶源路地段淤泥深度達2.6米。經過西江、北江的長年累月的大量沙泥沖積，形成今之珠江河灘擴展所成的新平坦地平原地形。 
平原地勢向南向西呈低落之勢。由中山七路東段到西山最高，光復北路一帶標高為109米以上，龍津路108米比逢源路107米高，最低處在叢桂路涌邊。多寶路和逢源各街低處標高在106.4米左右，而珠江高潮面在107米上下，故潮漲即入內街。因地勢低窪，局部地段地下水上升至地面，有沼澤化現象，組成灰黑色淤泥、粘土、夾粉細砂層，排水不暢。西關平原內原有河涌密布呈菱網狀，深入市內彎曲連綿，每逢大雨季節，潮漲入侵造成水患，1959年6月23日荔灣涌流域淹街472條。位於江邊低地的昌華、黃沙、寶華地段也下雨難排，1985年5月30日晚下雨91毫米即街巷受淹，雨停水退。故西關有“落雨大，水浸街”之民謠。

### 地質
荔灣區地域地質基底為白堊紀岩體（紅色粉沙岩、砂礫岩），上層為第四紀沉積岩（海陸交替相）、沙土、粘土、淤泥、雜填土等。 
荔灣地區白堊紀地層互相不銜接，表示受斷層錯動，在泮塘地段為紫紅色粉砂岩，粉砂質泥土岩及灰紅色砂礫岩。在中山七路下的白堊係有斷裂現象，岩石由褐紅色突變為鮮紅色。如沙面地段地下為白堊紀地層上升，而第三紀地層下降斷裂所在。黃沙大道路段地下，岩石沒有斷裂跡象，基岩面較平緩。 
荔灣區屬第四紀地層沉積區，主要為海陸交替相沉積層。岩性為灰至深灰黑色淤泥粘土，沙質淤泥夾泥炭粉細砂、中細砂層，淤泥厚度變化大。整個地區以灰色淤泥、粉砂質淤泥為主，含少量粉細砂、泥炭及貝殼，厚度3-16.96米，次為灰白色中細砂層，鬆散，厚0.5-3米。荔灣地區的第四紀地層系統，由表及里可分為兩大層：表層土人工填土層。主要為雜填土，呈灰或灰黑色，由磚塊、瓦片、碎石、垃圾、及粘性土等組成。六二三路至西門口一帶地區人工填土厚度1.30-4.25米。 
裡層為全新世海陸交替層。西關至荔灣路段江岸海陸交互堆積區厚度3.78-15.93米，岩性為淤泥和鬆散的砂。其中一是淤泥深灰至灰黑色，含有機質和貝殼碎片、朽木等，局部為淤泥粘土或砂質淤泥。此層在長壽路到中山七路一帶，厚度3.80-13.40米。二是鬆散砂層在西關的黃沙至長壽路一帶。粉細砂為主，深灰色，局部夾中砂，厚度5.10-12米。荔灣路多為透鏡狀細砂，厚度12米。再下是上更新世沖積層。主要為粘土、亞粘土。六二三路黃沙碼頭路段有1.00米厚的輕亞粘土，恩寧路段有厚2.60米砂礫和1.60米的輕亞粘土。個別地段底部出現礫砂，厚約1.23-2.81米。龍津西路段礫砂最厚達6.70米。四是風化殘積層。岩性為粘土、亞粘土、輕亞粘土。在中山七路厚0.6-25.28米，環市西路厚0.60-23.45米，其餘路段一般厚7.30-15.60米。 
荔灣地區基底為白堊系岩及其他岩系，如西南一帶，為紫褐色鈣質粘土頁岩，粉砂岩夾礫岩石英粉砂質、鐵質灰岩與淺灰色和灰白色微粒灰岩，假鱗狀灰岩生物灰岩互層，厚度大於200米。上部以粘土頁岩、灰白色紫褐色砂岩為主，中部以厚層狀鐵鈣質粉砂灰岩為主，下部以灰白色厚層狀灰岩為主，夾炭質頁岩薄膜。 
白堊系在荔灣地區分佈很廣。岩性為赭褐色、磚紅色粉土岩、粉砂質泥土岩砂岩夾砂礫岩、青灰色泥灰岩與石膏層。是陸相湖盆地沉積，沉積物厚度在500米以上。

### 水文

#### 基圍
明清以來，西關平原曾建有4條南北高基，有作堤圍，有作大道，後來開街也沿著大堤建立。 
目前可考有四條南北向基圍，自北往南分別是永安圍、高基、西樂圍和帶河基。

##### 永安圍
《南海縣誌》：“長一百四十丈，腳寬一丈，基面五尺五寸，自萬善汛，官塘大路旁紙螢崗至龜崗止，道光九年（1829年）六月新築。” 

##### 高基
今稱高基大街，至驛巷。 

##### 西樂圍
今連珠街、康王直街一帶。《南海縣誌》：“基長一百五十餘丈，起自蘆排巷後珠瑁崗北，至西禪寺興和西約。”今北頭仍稱“高基頭”。圍內26村，大部成街巷多條。 

##### 帶河基
今為帶河路，北連西樂圍。

#### 涌（河流）
粵語中小河流或河汊稱作“涌”。
西關原有河海以珠江為主幹，匯北江、流溪河水貫流全區。天然河涌水道均由東向西流出增埗河和西航道，主要有駟馬涌（河口段現稱澳口涌）、西關涌和柳波涌（現已消失）。期間還有些人工開涌相互溝通以利排水。

##### 荔枝灣
荔枝灣是上西關涌、下西關涌、荔灣涌幾條河汊的總稱，因唐朝懿宗咸通年間，嶺南節度使鄭從讜在荔枝洲上構築荔園而出名。1958年，廣州市人民政府把荔枝灣闢為荔灣湖公園。院內有十多個人工湖，種有荔枝、楊桃、梅、蓮等花果。荔枝灣有新、舊之分。舊荔枝灣在今荔灣路以西、中山八路以北。原有的荔枝灣的灣流很長，北經司馬涌與流花橋相接，又經彩虹橋至簡溪，由泮塘涌口出海。今天的簡溪，荔灣東約至泮塘五約，原是荔枝灣故道，當地人稱為舊荔枝灣。新荔枝灣則指今荔灣湖公園、多寶路、黃沙大道一帶。

##### 西關涌
西關涌位於西關南部，上源眾多，主乾為上西關涌和下西關涌。上西關涌又有南北數源，北源出今中山七路陳家祠附近，向西南經龍津橋（今龍津中路），與源出長壽路的南源相會，再經泮塘、荔灣涌入珠江。下西關涌的北源出於下九路華林寺附近，與流經十八甫的大觀河相會後，西北流至今多寶路與上西關涌合流，由荔灣涌出珠江；另一支由柳波涌南入珠江白鵝潭。上下西關涌源流不長，均約二三公里。現時因城市發展，已全部改建成暗渠。
西關涌在明代萬曆二十九年（1601年）仍留大觀橋以利行舟，可免使“瀕海諸堤，填築不已”之患。西濠改回舊道後，西關一段又日見淤短。入清代後，已淤至桂蘭里。大觀橋向系三拱，其二拱久被佔塞，中一拱丈量一丈六尺。所以嘉慶十五年（1810年）浚濠，即以1.6丈為準，恢復濠八橋交通使命，使青雲橋（俗稱旱橋）、淘沙氹、萬鍾里三條街淤成陸地。大觀河盡頭在十四甫碼頭，即今瑞興里土地廟處。往南轉往舊十五甫、十六甫（這兩甫後來移至十一甫北），同治年間淤至缸瓦里（今光雅里）。西關上支涌由匯源橋東伸入華林寺一支，到1920年淤平了200米，止於寶華大街西側（璇源街已成溝渠形態）。清末，西關大面積建房，還有把整條河涌填平的現象，如在至寶街東伸到寶華市一段河涌，同治年間還保存，但到1920年即全淤沒。至1954年，西關涌只留牛乳橋西河道（即清平路西），計140多年淤短550米以上；1990年，僅在逢源路以西露出地面，經荔灣湖公園流出珠江。

###### 上西關涌
上西關涌是駟馬涌南的陳家祠附近的一支南流，與長壽寺順母橋一支匯於泮塘村南，再經荔枝灣出增埗河及向南由柳波涌出白鵝潭。 

###### 下西關涌
下西關涌上源在華林寺南面，下游在昌華大街入柳波涌出黃沙沙基涌。

###### 荔灣涌
今天的荔灣涌專指泮塘口下的上西關涌出珠江水道。荔灣涌為西關水患根源，潮水高107.24米，而西關海拔只有106.4米，於是建荔灣湖於荔灣涌側，但引水入湖仍不能解決，故1964年建閘擋潮，才免水患。 

##### 駟馬涌和澳口涌
駟馬涌又名洗馬涌、司馬涌，在今廣東畫院旁邊，發源於蘭湖（今流花湖）窪地，並於此出現涌形，匯越秀山及象崗丘陵區等山水。蘭湖在清代淤乾後，駟馬涌上游直連蘭圃流花溪。經流花橋、彩虹橋（在今西華路）曲折成曲流彎曲水道向西南流，至澳口入流溪河的東汊道，長六七公里，該涌中流彎曲，顯示出平原小河的特色。
駟馬涌到西華路始入荔灣區境。鐵路以西即名澳口涌。駟馬涌得名于兩王入城時，靖王據此養馬時，用為洗馬地點得名（美“洗馬”名曰“駟馬”），一说因常有高官坐在四匹马拉着的车从此经过，故名。澳口涌因涌口有澳口村得名。駟馬涌在彩虹橋下游有支涌南通陳家祠入上西關涌，為承永安圍和西樂圍內排水渠水量的人工開挖小涌，現已消失於地面，只餘環彩涌邊街東一段河涌。使兩圍水量南入上西關涌。 

##### 柳波涌
柳波涌本寬闊。柳波涌清代時又稱沙角尾，是堤後窪地河涌，其北為蓬萊基，與珠江平行。在今黃沙大道的東側蓬萊路。原流貫於今蓬萊路和叢桂路。向北，通過荔枝灣與珠江相通；向南，圍繞蓬萊路中段轉入黃沙後道，從沙面西北處沙基涌注入白鵝潭，全長2100米，水道極為便利。又因四鄉運糞艇由此駛入西關運肥而稱“芙蓉涌”。現此河涌已全部鋪蓋成渠箱。

##### 大觀河
為曹基堤後窪地人工開新河。大觀河於明朝成化八年（1472年）開始挖建，從十四甫之東滸太平橋起，接下西關涌，到昌華街，達柳波涌而出珠江，自東向西流，基本上與珠江平行。到了清代，由於廣州西面流入廣州之西南涌、佛山涌相繼淤淺，入大觀河船隻大減，到清代已淤積成陸。今全河改為渠箱（1957年-1958年），加建防潮閘，水淹可免。

##### 沙基涌

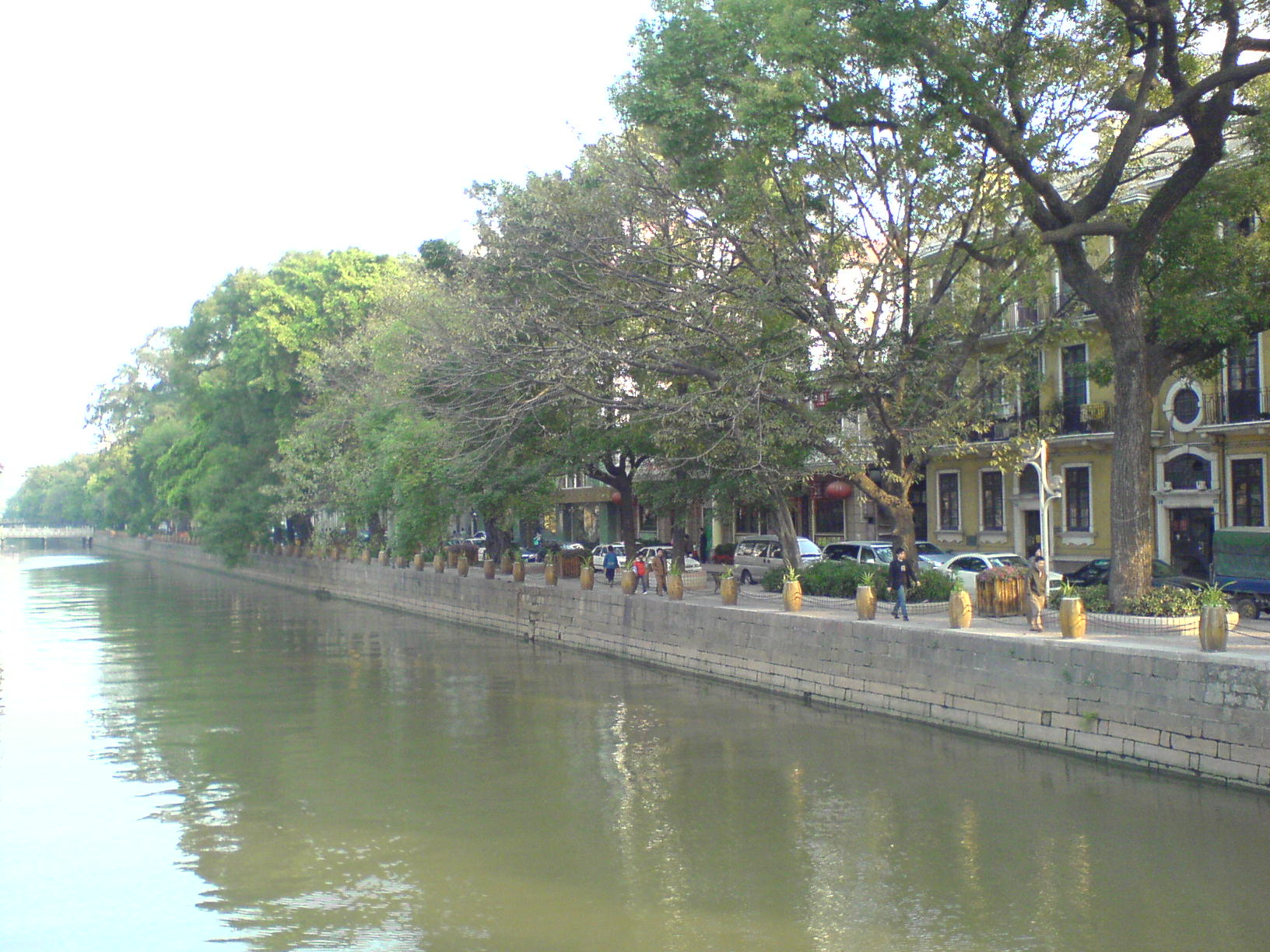
沙基涌（圖右為沙面島）

今沙面島與六二三路之間的河涌，因沙面對岸的沙基而得名。

##### 彩虹涌和流花涌
彩虹涌和流花涌與駟馬涌匯合於荔灣路的彩虹曬地，其中各有一部分沒有改建成渠箱，仍有人到流花涌垂釣。

##### 荷溪
荷溪由泮塘東南伸過寶華路、荷溪新街、三約、二約、通津到匯馨街（即糞埠之名）分為兩支。在道光十五年（1835年）時，北支仍通過高基，屬圍口涌，即圍田內的排水河道。1928年淤至帶河路以西，1954年淤至泰興街。120年間淤平400米。南支在明代已通至長壽寺。1928年淤至永興大街口石橋，1954年淤至匯馨街南口。長壽寺即今長壽東路長壽大街一帶，即近350年間淤短300米。帶河大街（今帶河路）因沿河而得名，舊名帶河基。現荷溪已消失，僅餘地名。

##### 龍津涌
由泮塘西北伸入龍津路，折北入彩虹橋一段河涌為龍津涌。本段在1928年在永安圍（即今荔灣東約）西淤斷。西樂圍南伸入錦綸北約聚龍里、大塘街一段由1907年-1957年間淤沒，即50多年間淤短350米。由陳家祠向南一段在1928-1957年近30年間淤短到龍津中路北石橋頭，亦有600米，表示河涌由於建屋和人工堆積日變狹窄而縮短。龍津涌入永安圍一段在同治年間入至將軍直街，1928年到太保基西，亦淤短150米。現龍津涌已全部鋪蓋成渠箱。

## 交通
舊西關水上交通發達，但由於城市化進程，很多河涌已改為暗渠，近幾年為了治理水浸街，荔枝灣等暗涌被揭蓋復涌。現在的荔灣區主要以陸上交通爲主。

## 行政區劃
秦始皇三十三年（公元前214年），秦統一嶺南，設立南海郡，郡治設在番禺（即今廣州）。此地隸屬於南海郡番禺縣。
至三國東吳黃武五年（226年），東吳調整交州設置廣州，廣州州治設在番禺，轄南海、蒼梧、鬱林三郡，此地仍屬南海郡番禺縣。
隋唐期間，南海郡曾改為南海縣（番禺併入南海縣）。至隋文帝仁壽元年（601年）廣州改稱番州。到唐代武德四年（621年）又改稱番州為廣州，設南海郡，復設番禺縣。
五代時期，劉在嶺南割據稱帝，國號南漢，定都廣州城，廣州改名興王府，廢南海縣，改設咸寧、常康兩縣。如此反復至宋代。
宋太祖開寶五年（971年），廢除興王府和鹹寧、常康兩縣，仍設廣州。劃廣州城東部屬番禺縣，西部屬南海縣。荔灣地段歸南海縣管轄，此後一直未變。
清咸豐九年（1859年），沙面被迫租借給英、法作租界。
光緒三十年（1904年），荔灣地段內設巡警北路正局於華林寺，設南路正局於陳塘南。
光緒三十三年，撤銷南北路正局，分別於西山廟、西禪寺、浮丘寺、允賢坊、華林寺、長壽寺、第十一甫庾網庵、十三行、陳塘南、大笪地、同德大街、永慶街、寶源北街設立12個巡警分局。
1910年7月，12個分局並為4個巡警區，為第三、四、五、六區，區所分別在西禪寺、長壽路、陳塘南、永慶街。
在民國十年（1921年）之前，廣州並不稱作市，而是叫“省城”（亦作“省垣”）。
辛亥革命後，民國十年（1921年），廣州市市政廳成立，西關地段屬廣州市區範圍。廣州成立了財政、公安、工務、教育、衛生、公用交通局等分管市政工作，那時還沒有設立區一級的政權組織，而是將廣州市管轄境內劃分12個區，26個分區，設30個警察分局。 
民國17年-19年（1928年-1930年），原屬南海縣管轄的南岸、澳口、增埗、西場等地劃入廣州市區範圍。 
民國時期地區事務主要以警察局管治。警察局按小區設立，今屬荔灣地段的警察局有長壽、寶華、陳塘、西禪、荷溪、逢源、黃沙等分局，另有西山、南岸、太平、鵝潭等分局管轄的部分地段屬現荔灣區範圍。
民國34年（1945年），抗日戰爭勝利後，國民政府重新把廣州劃為28個行政區，收回的租界沙面也新設成區。此時今荔灣區域內設有長壽、西禪、逢源、黃沙、陳塘、沙面區，西山、南岸、太平區有部分地段屬今荔灣區地域範圍。各區設區公所和警察局管轄。 
1949年10月，廣州解放後，市軍管會派出代表接管了老城上述各區，同時成立起各區人民政府。
1950年6月，西禪區與長壽區合併稱為長壽區，逢源區與黃沙區合併稱為荔灣區，南岸區改名西村區。陳塘區併入太平區（後太平區又併入中區）。各區人民政府相應成立。沙面區改為市直轄沙面辦事處。 
1952年9月，長壽區、荔灣區及西村區的西村、泮塘、彩虹、西增、小梅街和南源鎮（西村區其餘部分併入郊區）合併成立西區。成立西區人民政府。
1953年，西區接管三沙鄉（1959年4月該鄉又劃歸三元里人民公社）。
1955年5月，區政府改稱西區人民委員會，下轄13條行政街。
1958年，珠江區的如意坊水上段辦事處劃歸西區管轄。
1960年4-7月城市公社化時，原屬中區的清平人民公社（含今清平、嶺南、沙面街地段）與秀麗、光揚、華林、寶華四街併入西區，與原有13個街道改並成立9個街道人民公社。西區同時接管三元里人民公社的同德、橫沙、沙鳳、三沙、西郊五個大隊和石井人民公社（龍湖、大塱兩個大隊除外），組成西區石井人民公社和夏茅人民公社。
1960年8月，西區改名荔灣區。
1961年8月撤銷街道人民公社。復建18個街道辦事處。同時，區轄內農村大隊全部劃回郊區管轄。
1967年3月荔灣區實行軍事管制。
1968年3月成立荔灣區革命委員會，區轄下各街道辦事處相繼建立街革命委員會。
1981年3月區第七屆人民代表大會召開，選舉出荔灣區人民政府領導成員，撤銷「荔灣區革命委員會」的稱銜，恢復50年代「區人民政府」的稱銜。街行政機關則早於1980年9月恢復街道辦事處的稱謂。
1990年，區轄下有20條行政街。
2005年，原荔灣區和芳村區合併為荔灣區。

## 經濟

### 地理優勢
歷史上的廣州城，分東關、南關、西關和北門。東關、北門是廣州城的丘陵地帶，交通不便，經濟難能發達；南關則面臨珠江，亦欠發達。惟西關地勢低平，瀕臨珠江，河叉交錯，田園廣佈。古代西關是廣州城對外交通的樞紐。到了近代，更成為中西文化撞擊交融的窗口。 

### 農業
古時西關是一大片平原，地勢低平，湖沼星羅，河道縱橫，一片水鄉澤國，利於農業的發展。 
《廣東新語》載：“廣州西郊，自浮丘以至西場，自龍津橋以至蜆涌（即十八甫），周圍二十餘地，多是池塘，故曰半塘（今稱泮塘或泮溪）”。 
在新石器時代，古越先民利用西關地利條件，過著採集和漁獵生活。
漢代到宋元時期，農業經濟有很大發展。宋代，大力發展“桃、梅、蓮、菱”之屬的郊區農業經濟，泮塘“五秀”即為代表。 
人們利用這裏的地理優勢築基開塘，基上栽荔枝、龍眼，塘有菜塘和藕塘，菜塘夏秋栽種蕹菜（即通菜），冬春種植西洋菜。藕塘則栽種品種優良的蓮藕、慈菇、馬蹄（荸薺）、茭白、菱角，質量上乘，味道香甜爽口，又是五種“瘦物”，當時人稱為“泮塘五瘦”，後來經過文人起雅名為“泮塘五秀”。 

### 商業
西關河道縱橫利於商業的發展。因靠近珠江主航道，西關商貿發達，從明初至清代一直是商業、進出口貿易的繁盛區，亦是舊廣州的商貿中心和中國對外通商與文化交往的重要口岸。
明朝，廣州的對外交通及對外貿易頗為繁盛，在今十八甫路懷遠驛就建有專門接待外國貢使和商人居住的驛館。 
清康熙二十三年（1684年）撤消海禁後，二十四年（1685年）設置粵、浙、閩和江等四個海關，二十五年（1686年）在今文化公園一帶形成了專營對外貿易的十三行，至乾隆二十二年（1757年）清廷關閉了福建等地海關，廣州成為中國沿海唯一的合法對外通商口岸，十三行獨攬中國對外貿易經營權。 
嶺南詩人屈大均在《廣州竹枝詞》中描寫十三行的繁榮盛況：“洋船爭出是官商，十字門開向兩洋，五絲八絲廣緞好，銀錢堆滿十三行。” 
1840年，第一次鴉片戰爭爆發，清政府被迫打開閉關鎖國的大門，廣州的一口通商和十三行的壟斷特權被取消。 
1856年，在第二次鴉片戰爭中，廣州民眾焚燒外國商人居住的夷館，十三行也在大火中被毀，結束了它長達一百多年的對外貿易特權的歷史。不久，沙面成了租界，外商聚集。 
明清時期，商業至為興盛，形成十八甫商業區。 
清代以後，廣州的城市建設隨著商業中心的的西移，重點發展的地區轉為城外西關。 
現今，西關商業依然頗為發達。

#### 上下九商業步行街

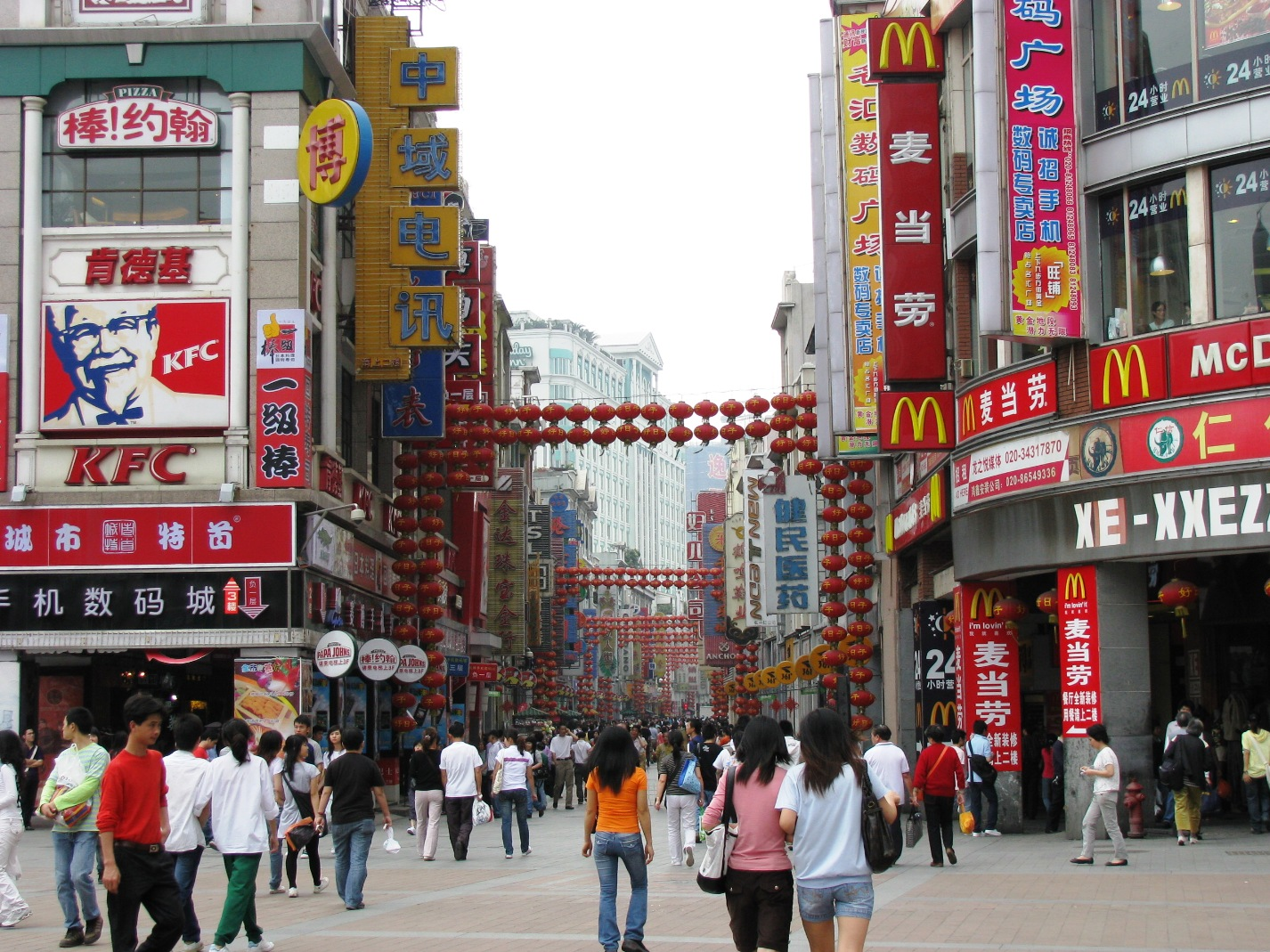
上下九商業步行街

西關最早的商業聚落是在宋代的繡衣坊（今下九路），至明代隨著開鑿大觀河發展成為城西主要商業街圩，並逐步擴展為十九個“甫”，即沿西濠和大觀河而興建的街圩。值得一提的是，上九路、下九路、第十甫路原來並不稱“路”，而是稱“甫”。
上下九商業步行街東起上下九路，西至第十甫西，橫貫寶華路、文昌路，全長1200多米，全路段店鋪林立，共有商店300多家（較為出名的為荔灣廣場），於1995年經國家商業部批准成為廣州市第一條商業步行街。上九路北側多是金鋪，南側是花紗棉布莊，與光復南路、楊巷路的布莊相呼應；下九路的北段大部分是鞋店，較為著名的鞋店有22家；南側是綢緞店，有16家。第十甫則以食肆居多。海內外遊客日客流量達60萬次。 
這條步行街與北京路步行街有不同的特點。北京路上名牌專賣店較多，書店頗多，時代氣甚濃厚。上下九商業步行街則是大眾化傳統的商品較多，價格較為便宜。茶樓酒家和飲食較多。 

#### 清平市場
清平市場座落在珠江河畔，位於清平路、梯雲路一帶，歷史上這片地帶富擁成行連市的雞欄、魚欄、菜欄。 
1979年3月正式開張，是一個農副產品市場和中藥材專業市場，市場面積達11200平方米，設置1200多個售貨台。 
全場經營有肉禽蛋菜、野味海鮮、中草藥材、乾果海味、花鳥魚蟲等600多個品種。 
其中，中藥材市場在1996年7月經國務院“一部三局”批准，成為全國首批定點中藥材專業市場。 
清平市場接待過來自美、英、法、日等40多個國家的官員、專家、記者和旅遊者，被時人稱之為“沒有圍牆的超級市場”。 

#### 西關古玩市場
位於上下九廣場以北，即龍津西路泮溪酒家旁，以長壽路為界，以南為華林玉器街，以北為源勝陶瓷玉石工藝街，即舊時的玉器坊。 

#### 道路

##### 甫
甫（粵語：pou2；普通話/國語：fǔ/ㄈㄨˇ），是西關的地名用字。
西關有十八甫（一說十九甫）。
上西關有第一津至第八甫，下西關有第九甫至十八甫。
由西濠金字灣西側第一津開始，向南成為二、三、四、五、六、七、八甫，轉西至下西關是九、十、十一甫，再轉東向南為十二、十三、十四、十五、十六甫，再向南轉向西為十七、十八甫，再轉北往東為十九甫。
第一津至第八甫南北走向，今為光復北路、光復中路。第九甫至第十一甫東西走向，現為上九路、下九路、恩寧路。
沿大觀河南岸的十四甫明末開河後是繁榮地區，為明末廣州出現柳波涌的航道，貨船銜尾而進出。十四甫碼頭當時為繁榮地帶，有青雲橋溝通第八甫。萬曆年間逐漸淤塞，仍留十四甫碼頭，作為貨船運終點，在西濠十四甫水腳地名至今仍存，而甫名漸沒。
十五甫、十六甫原址在今光復南路、槳欄路一帶，清道光壬午（1822年），兩甫被火燒毀，兩甫商民集資改在上西關涌（今寶華路南段）重建。並改名為十五甫正街、十六甫新街等，以示不同於昔日的甫址。昔日十五甫、十六甫是在十四甫濠邊向南轉街道上，根據同治《南海縣志》附圖，即由濠邊十四甫轉南為十五甫、十六甫，連十七甫。今天十五甫的故址為裝帽街北地，在《南海縣志》地圖上這是條直街，而現在曲曲折折已不像當時的街道。當日的十六甫也並非全部燒毀，其中的漿欄街如今仍還屬於十六甫。
舊時洋人稱十八甫做Howqua Street（浩官街），因為伍浩官乃當時行主，同洋人做生意，而他又住在十八甫。
- 第一津：由西濠轉入金字灣處起至萬善里百市坊（今屬越秀區）[註 30]
- 第二甫：百市坊至桃源坊
- 第三甫：桃源坊至石岡街（今中山七路西門口段）
- 第四甫：石岡街至麻紗巷
- 第五甫：麻紗巷至青紫坊（今龍津路）
- 第六甫：青紫坊至福安里（今福隆里）
- 第七甫、第八甫：福安里往南
  - 第七甫：福安里到荣業里
  - 第八甫：荣業里到安良里
- 第九甫：第八甫向西至文昌路口，即由西濠向西至文昌巷口（今文昌路）。第九甫以吉星里（今德星路、長壽路）分出上九甫和下九甫。

- 第十甫：文昌巷至十六甫新街（今十六甫大街）
- 十一甫：十六甫新街至下西關涌
- 十二甫：下西關涌南折往東至聯桂坊

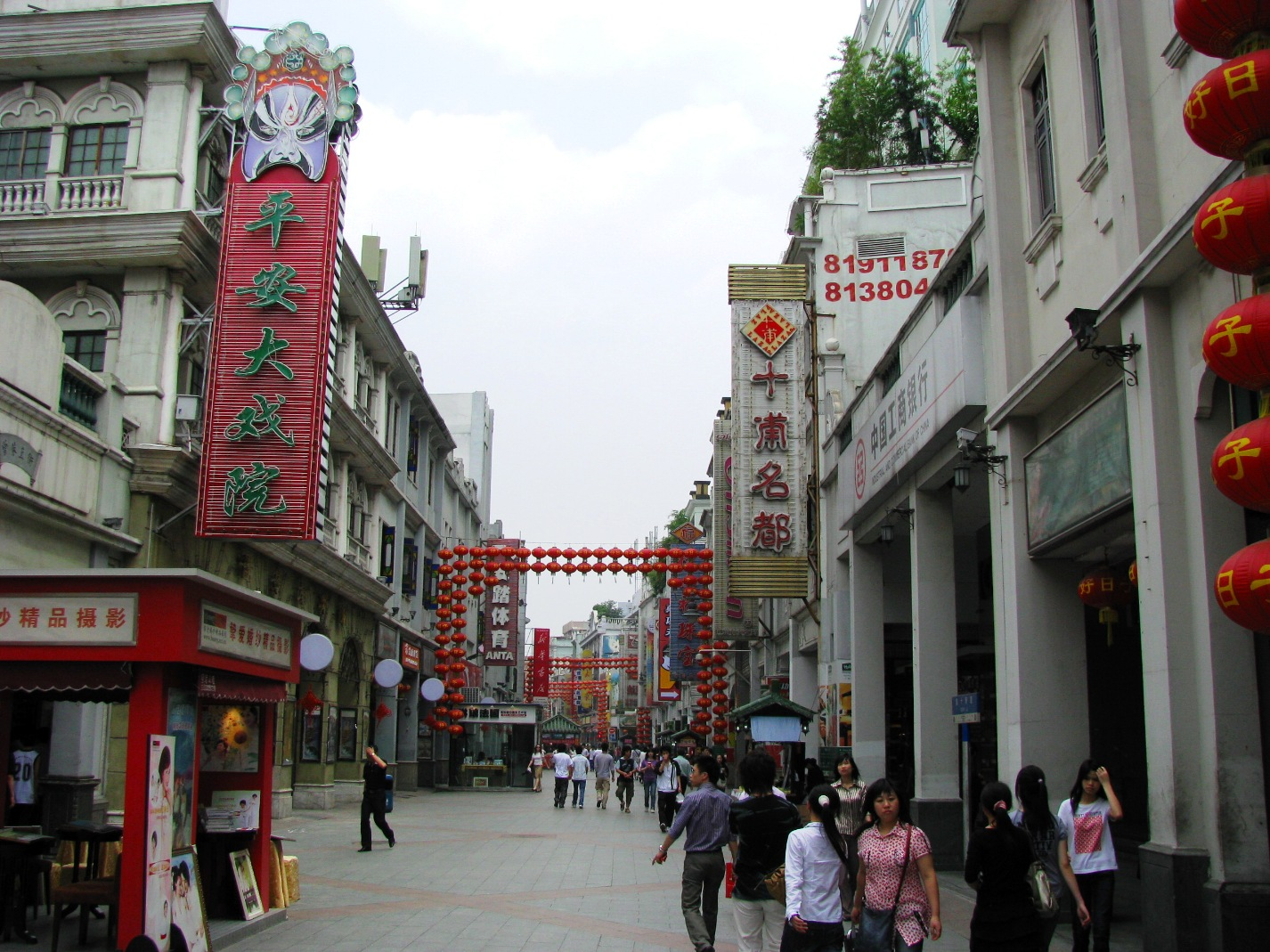
第十甫路

- 十三甫：聯桂坊北折東轉再北折至十八甫北路口（古德興橋）
- 十四甫：十八甫北路口至西濠邊為東西向
- 十五甫：沿西濠南下，即濠邊至裝帽街，南北走
- 十六甫：裝帽街至鬼驛市（今揚巷路口）
- 十七甫：鬼驛市至富善東街
- 十八甫：富善東街至大觀河邊
- 十九甫：第九甫至大觀河邊[註 31]

現存有“甫”字之街道名：
- 第一津街
- 第十甫路
- 十八甫北路
- 十八甫路
- 十八甫南路
- 十八甫西路
- 十一甫新街
- 十二甫西街
- 十三甫
- 十五甫正街
- 十五甫一巷
- 十五甫三巷
- 十六甫大街
- 十六甫北街
- 十七甫北街
- 十九甫
- 三甫水腳
- 六甫水腳
- 七甫水腳
- 八甫水腳
- 十四甫水腳

##### 約
“約”是廣東地名用字，是一條裡弄（粵語中一般稱“巷”）或街道中某一段的意思。 
- 今中山路這條橫貫廣州市老城區東西的道路在清代時以“惠愛”為名，分為十約，西門口一段為惠愛首約，海珠路以東至大東門一段為惠愛二約至十約。 1919年開築道路，定名為惠愛東路、惠愛東路、惠愛西路（今中山四路、中山五路和中山六路）。

再有其他例子如： 
- 荔溪東約大街
- 荔溪南約大街
- 荔溪南約二巷
- 荔溪南約新街

- 西村首約村外街（已清拆）
- 西村首約大街（已清拆）
- 西村二約大街（已清拆）
- 西村三約大街（已清拆）
- 西村四約大街
- 西村五約大街
- 西村六約大街
- 西村六約村尾街

##### 長壽路、德星路、龍津路及寶華路
清代，西關長壽里、吉星里（今長壽路、德星路）一帶專營蘇杭雜貨批發，計有針線脂粉綾綢絹織之類。後來，為了產銷便利省卻長途物流，商家在上西關設廠，就地生產就地營銷。龍津東路一帶遂成了絲織手工業作坊的世界，時人將織造作坊稱作“機房”。 龍津東路因為織機派生了兩條特別街巷，經綸大街和麻紗巷。如今，這兩條街巷已成了織機史證。 
織機蓬勃之時，新興資本洋行買辦紛紛進駐西關。他們就在下西關涌郊外擇地建房。很快，郊野成了商賈聚居之所，美名曰“寶華區”，又名“寶華坊”。寶華坊由交叉街道系統組成，為寶華路之前身。迄今為止，以“寶華”為名之街道仍有12條之多。 
清康熙年間，清代廣州四大首富之首潘氏自福建遷入“寶華坊”。潘氏《族譜》載：“由閩同安縣徙粵……居太平寶華坊。”
至清同治、光緒年間，寶華區已成為廣州高級住宅區。
20世紀30年代，寶華區辟出一條南北走向之寶華路。

##### 恩寧路
恩寧路原為十一甫，於1931年擴建成路，後曾名恩寧東路、恩寧中巷、恩寧北路和恩寧市。恩寧路是一條有濃厚西關特色的道路，東起寶華路，西北至多寶路與龍津西路相連，長1115米，寬18米，是廣州最完整和最長的騎樓街，兩側內街有連片的西關大屋、竹筒屋，著名的有泰華樓、八和會館、李小龍故居、詹天佑故居、金聲電影院、寶慶大押、鑾輿堂等。
- 八和會館

八和會館是由鄺新華、獨腳英、林之等粵劇藝人所建立粵劇仝人的行會組織，約始創於1889年 ，原址位於廣州黃沙，此後香港、新加坡、馬來西亞、美國均設有分館，其會員稱為八和子弟，目前人數逾7000人。現位於恩寧路177號。
- 鑾輿堂

鑾輿堂位於恩寧路永慶二巷1號。前身為德和堂，是八和會館下的粵劇武打行，成立於清光緒年間。

##### 光復路
光復路原為第三甫、第四甫和第五甫，於1931年改建成馬路，以“光復”爲名以紀念辛亥革命光復河山。

##### 耀華大街
耀華大街位於文昌北路，全長110米，屬逢源街耀華社區，是保存較完整的西關傳統民居較為集中的地區，被廣州市政府劃定為“廣州市歷史文化保護區”。

##### 荔灣路
荔灣路南起華貴路，北至東風西路。1950年擴建成馬路，因在荔溪首約之東，故名荔灣東，1966年改稱荔灣北路，1981年改現名。目前每年均在中山路至西華路一段舉辦荔灣區迎春花市。

##### 長壽路
長壽路呈東西走向，東起人民中路，西至寶華路，全路分東、西兩段，由人民中路至康王南路為長壽東路，往西為長壽西路。於1931年擴建，擴建時將第七甫的部分與長壽里開闢成馬路，又因附近有長壽寺而得名。

##### 逢源路
逢源路北起龍津西路，南接多寶路，中段與寶源路相交。於1932年由逢源東街擴建而成，附近有逢源橋。

### 工業

#### 西村工業區
從清朝末年開始，西村的地位發生巨變，成為廣州的重要工業基地。
1842年開始辦軍工企業，1905年興辦了廣州自來水廠。20世紀30年代陳濟棠主粵時期，為了振興民族工商業，建設的省營士敏土廠、硫酸廠、電解廠、肥田料廠、飲料廠以及新的電力廠均在廣州市西村，西村正式規劃為廣東省營第一工業區，集中了不少留洋結業的工程技術筆管理人才，發展化學工業，使西村成為廣州的重要工業開發區，西村再一次充當了20世紀前後南粵民族工業萌芽發展和不斷壯大的地區。

##### 省營廣東飲料廠
民國23年（1934年）建於西村增埗，是華南第一家啤酒廠，以生產啤酒、汽水為主。該廠主要設備從捷克購進，是現廣州珠江啤酒廠的前身。

##### 西村發電廠
民國23年（1934年）建於西村泥城，全部設備從德國柏林西門子發電廠購進，包括兩台1.50萬千瓦汽輪機、兩台發電機和兩台70噸/時的鍋爐，民國26年（1937年）12月1日安裝及試機完畢，發電供西關一帶用戶，是現廣州發電廠的前身。 

##### 西村硫酸廠
民國21年（1932年）興建於西村，引進美國設備，用接觸法生產98%濃硫酸，日產量可達15噸。民國23年建設的電解化工廠，設備也購自美國，生產燒鹼、漂粉和鹽酸，該廠後併入西村硫酸廠。民國25年又建設肥田料廠，部分廠房已建成並安裝機器。均在日軍侵華期間連續遭受轟炸而被毀。 

##### 西村工業區
現已闢為增埗公園（為免費公園），園內除有工業遺址（煙囪等並未清拆）外，還有民國時期富人之別墅以及介紹西村歷史之小型博物館。可乘4號、274號、478號公共汽車至西增路站，往珠江啤酒廠方向直行，至富力桃園大橋時轉右進入福州路即可到達。

#### 西關水塔
位於長壽路長壽大街內，是廣州建造最早的水塔，與沙面水塔、東山水塔和越秀山水塔（觀音山水塔）同為民國時期廣州所使用的四個水塔。建於清朝光緒三十三年（1907年），次年建成供水。水塔是增埗水廠附設工程之一，由鋼板焊接而成，造價94087兩白銀。塔身高6.71米，內徑12.2米，距地面約42.1米，容量約782立方米。後來由於自來水業不斷發展，水塔容積較小，調節水量不大，且維修費用多，于1976年拆除。

#### 沙面水塔
位於沙面肇和路49號（現沙面游泳場旁）。水塔容量為十萬加侖（約合454噸），建於民國初年。當時沙面屬英法租界，且面臨珠江邊，各戶井水充裕，後因英租界化驗井水不乾淨，遂向沙面各戶集資由英國工務局籌建一小型沙面水廠（在沙面水塔腳），採用珠江水，水尾喉位置約莫為現沙面綠瓦亭碼頭。於20世紀70年代初期拆除。

## 記載
- “一灣綠水對城東，宛轉竹枝趁好風；引動萬家空巷日，棹歌添得荔枝紅。”
- “一灣溪水綠，兩岸荔枝紅。”
- 《後漢書》：“元興元年，舊南海獻龍眼、荔枝，十里一置，五里一堠，奔騰阻險，死者繼路。”
- 阮元《唐荔園》：“紅塵笑罷宴紅雲，二百餘年荔子繁。”
- “昌華苑接荔枝洲，影人珠江不肯流。試上五層樓上望，珊瑚千樹水西頭。”
- 《羊城竹枝詞》 ：“不養春蠶不織麻，荔枝灣外採蓮娃。蓮蓬易斷絲難斷，願縛郎心好轉家。” “荔枝灣外借陽沉，荔枝灣下野水深，郎過泮溏莫折藕，藕絲寸寸是儂心。”
- 樊增祥 《西溪泛舟記》：“是溪也，近帶西村，遠襟南岸，水皆縹碧，滑若琉璃，即古所稱荔枝灣也。”

## 現狀
西關人口稠密、交通方便，具有廣州傳統特色的建築比較多，市井風格濃郁，別具一格，可說是最能體現廣州本土文化特色的區域。
然而，隨著城市的發展，西關居民逐漸遷往其他地區，而大量外來人口遷入（老城區空心化），城市化致使西關部分地區遭拆遷。廣州電視臺新聞頻道《新聞日日睇》曾報導某街道以雨天路滑為由拆除部分麻石街，遭到居民強烈反對。西村一帶也於2008年開始清拆。老四區的傳統地位開始慢慢讓位於廣州新城區。